# 클레오파트라의 재위 기간

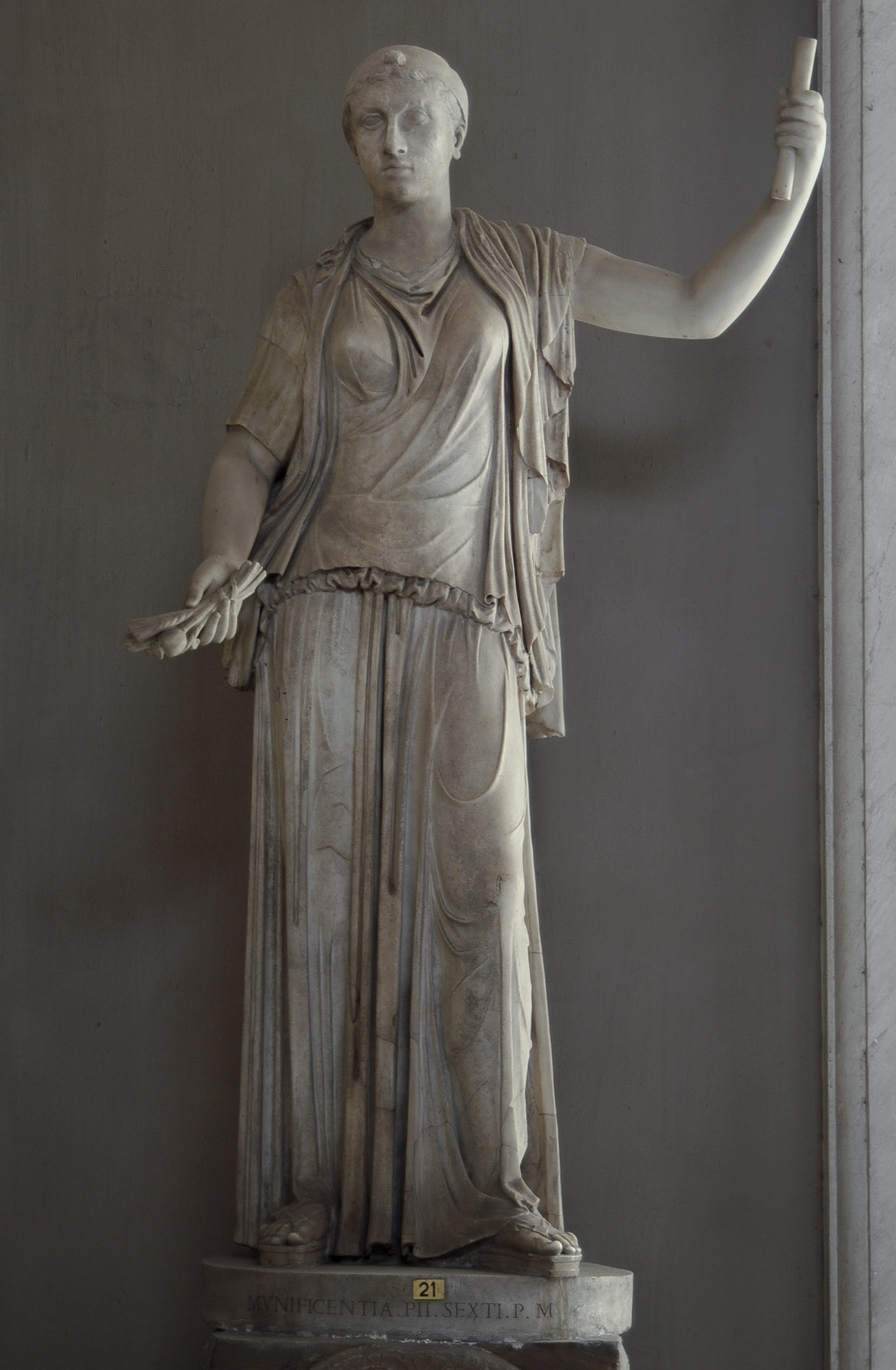
복원된 클레오파트라의 로마 대리암 조각. 다이아뎀을 입고 있으며 주화의 초상화와 비슷한 멜론 모양 머리를 하고 있다. 로마의 비아 카시아를 따라 위치한 네로의 무덤 근처에서 발굴되었다. 비오-클레멘스 미술관 소장.

고대 이집트 프톨레마이오스 왕국 시기 중 클레오파트라의 재위 기간은 그녀의 아버지이자 파라오였던 프톨레마이오스 12세 아울레테스가 기원전 51년 3월에 사망하면서 시작되었다. 클레오파트라의 집권은 기원전 30년 8월 10일 또는 12일에 그녀의 죽음으로 끝났다. 클레오파트라 재위 이후 이집트는 로마 제국의 속주가 되었고 헬레니즘 문명은 끝을 맞이했다. 클레오파트라는 이집트와 다른 영토를 전제군주로서 다스렸으나, 재위 기간 동안 끊임없이 로마의 내정 간섭을 받아야 했다. 전제정은 아케메네스 제국의 지배 하에 있던 당시의 이집트를 정복했던 마케도니아 왕국의 알렉산드로스 3세와, 프톨레마이오스 왕국을 설립한 프톨레마이오스 1세 소테르부터 내려온 전통이었다.
클레오파트라와 남동생 프톨레마이오스 13세는 공동 파라오로서 왕위를 이어받았으나 둘 사이의 반목으로 인해 내전이 발발했다. 클레오파트라는 기원전 48년 시리아 속주로 달아났으나 이듬해 프톨레마이오스 13세와 맞설 군대를 이끌고 돌아왔다. 로마의 정치가였던 그나이우스 폼페이우스 마그누스는 그의 라이벌이었던 율리우스 카이사르와 파르살루스 전투에서 맞붙었다가 기원전 48년 패배한 이후 당시 로마의 종속국이었던 프톨레마이오스 왕조 치하의 이집트로 도망쳐올 계획을 세웠다. 그러나 프톨레마이오스 13세는 폼페이우스를 펠루시움에서 살해한 후 참수하여 카이사르에게 보냈고 카이사르는 폼페이우스를 추격해 와 알렉산드리아를 점령했다. 카이사르가 로마 공화국 집정관의 권한으로 프톨레마이오스 13세와 클레오파트라를 화해시키려 했다. 하지만 프톨레마이오스 13세의 섭정 포테이노스는 카이사르가 건 조건이 클레오파트라에게 유리하다고 생각했다. 그래서 처음에 아킬라스, 그 다음에 가니메데스가 아르시노에 4세(클레오파트라의 여동생)의 통치 하에 이끈 프톨레마이오스 군대는 카이사르와 클레오파트라를 모두 궁정에서 포위했다. 기원전 47년 초기에 구원병이 도착해 포위를 뚫었고, 프톨레마이오스 13세는 나일 전투에서 패주하던 중 사망했다. 아르시노에 4세는 결국 에페소스로 추방당했고, 카이사르는 독재관으로 선출된 후 클레오파트라와 그의 남동생 프톨레마이오스 14세를 이집트의 공동 지배자로 공표했다. 이때 카이사르는 클레오파트라와 사적인 관계를 계속해서, 알렉산드리아에서 로마로 출발하기 전 아들 카이사리온(훗날의 프톨레마이오스 15세)을 낳았다.
클레오파트라는 기원전 46년과 44년에 종속국의 여왕으로서 로마로 여행을 가서 카이사르의 별장에 머물렀다. 기원전 44년 카이사르의 암살 후에 클레오파트라는 카이사리온이 그의 상속자로 지명되도록 시도했다. 카이사르의 종손이었던 옥타비아누스(기원전 27년 초대 로마 황제에 오른 이후 아우구스투스로 알려짐)가 이 계획을 무너뜨렸다. 그러자 클레오파트라는 남동생인 프톨레마이오스 14세를 살해하고 그녀의 아들인 카이사리온을 공동 통치자로서 내세웠다. 기원전 43년부터 기원전 42년 사이에 있었던 리베라토레스의 내전에서 클레오파트라는 옥타비아누스, 마르쿠스 안토니우스, 마르쿠스 아이밀리우스 레피두스의 편에 섰다. 그녀는 안토니우스와의 개인적인 친분을 쌓았고 결국 그와의 사이에서 알렉산드로스 헬리오스와 클레오파트라 셀레네 2세 쌍둥이, 그리고 프톨레마이오스 14세 필라델푸스 등 도합 세 명의 아이를 낳았다. 안토니우스는 클레오파트라의 요청대로 아르시노에 4세를 처형하기 위해 삼두정으로서 그의 권한을 사용했다. 그는 파르티아 제국과 대아르메니아 왕국을 침공할 때 자금과 군사 지원 면에서 모두 클레오파트라에게 점점 더 의존하게 되었다. 이런 안토니우스의 로마-파르티아 전쟁은 성공적이지 못했지만 그는 아르메니아를 점령하는 데에는 성공했다. 이때 안토니우스는 아르타와스데스 2세를 포로로서 기원전 34년 알렉산드리아로 호송했다. 이 사건은 안토니우스가 권력을 이용해 자신과 클레오파트라 사이의 자식들에게 여러 영토를 줬던 알렉산드리아 봉헌 이후에 벌어졌다. 클레오파트라에게는 "왕 중의 여왕"(Queen of Kings)으로, 카이사리온에게는 "왕 중의 왕"(King of Kings, 왕중왕)이라는 칭호가 붙여졌다. 이 사건은 안토니우스와 클레오파트라의 결혼과 옥타비아누스의 여동생인 소 옥타비아의 이혼과 함께, 로마 공화정의 마지막 전쟁으로 이어지는 전환점이 되었다.
선전용 전쟁에 뛰어든 이후 기원전 32년, 옥타비아누스는 로마 원로원에 있는 안토니우스의 협력자들을 몰아내도록 압박을 가했다. 그는 더 이상 공직자가 아니고 일반 로마 시민이었던 안토니우스에게 불법으로 군사를 지원했다는 이유로 클레오파트라에 선전포고했다. 안토니우스와 클레오파트라는 연합 해군을 꾸려 기원전 31년 악티움 해전에서 옥타비아누스 군의 장군이었던 아그리파와 맞붙었다. 이 전투에서 아그리파가 승리하여 클레오파트라와 안토니우스는 펠로폰네소스를 거쳐 최종적으로 이집트까지 도망쳤다. 기원전 30년 옥타비아누스의 군대가 이집트를 침공했다. 안토니우스와 클레오파트라는 저항했으나 옥타비아누스는 그들을 물리쳤고 안토니우스는 결국 자살했다. 옥타비아누스가 클레오파트라를 로마에 포로로 압송하여 개선 행렬에 이용하기로 계획한 것이 명백해지자 클레오파트라는 독을 사용해 자살했다. 가장 널리 믿어지는 자살 방식은 그녀가 독사에 물리는 식으로 자살했다는 것이다.

## 즉위
고대 이집트의 프톨레마이오스 왕국을 다스리던 파라오인 프톨레마이오스 12세 아울레테스는 딸인 클레오파트라가 그녀의 남동생인 프톨레마이오스 13세와 공동 통치자로서 나라를 다스려야 한다고 죽을 당시 유언을 남겼다. 기원전 52년 5월 31일 클레오파트라는 현재 덴데라의 하토르 신전에 남겨진 글로 알 수 있듯 프톨레마이오스 12세의 섭정이 되었다. 두에인 W. 롤러는 프톨레마이오스 12세가 기원전 51년 3월 22일 이전에 사망했을 수 있다고 주장하지만  조앤 플레처는 기원전 51년 3월 7일에 사망했다고 주장한다. 마이클 그랜트는 그 해 5월쯤 늦게 프톨레마이오스 12세가 사망했다고 본다. 클레오파트라는 기원전 51년 3월 22일에 여왕으로서 처음으로 일을 했는데, 고대 이집트 종교에서 신 몬수의 중재자로 숭배하는 황소신 부키스 상을 세우려고 테베 근처 헤르몬티스로 갔다. 프톨레마이오스 왕국이 종속국이라고 생각한 로마 원로원은 프톨레마이오스 12세의 죽음을 기원전 51년 6월 30일 또는 8월 1일까지 듣지 못했다. 클레오파트라가 이 사실을 덮고 권력을 장악하려고 시도했을 가능성이 높다.
클레오파트라는 남동생 프톨레마이오스 13세와 결혼했을 수도 있는데, 결혼을 정말 했는지는 확실하지 않다. 기원전 51년 8월 29일쯤부터 공식 문서에서 클레오파트라를 단독 통치자로 기록하기 시작했고, 이 기록은 이때부터 남동생을 공동 통치자로 거부했다는 증거가 된다. 클레오파트라는 왕위를 물려받은 직후 가뭄과 저지대 나일강 홍수로 인한 식량 부족 및 기근 문제, 무장한 도둑 패거리의 공격 등 여러 문제와 위기를 맞닥뜨렸다. 한편으로는 '가비니아니'라고 불린 군사 집단의 무질서한 행동도 문제가 되었다. 이들은 본래 로마 장군 아울루스 가비니우스가 이끌던 군대로, 대개 게르만족과 갈리아족들로 이뤄져 있었는데, 가비니우스는 프톨레마이오스 12세를 복위시키고 그의 딸 베레니케 4세를 권력에서 제거한 뒤 새로운 정권을 보위하기 위해 그에게 가비니아니들을 용병으로 주었다. 그러나 가비니아니들은 곧 이집트 현지에 동화되며 로마의 의도와는 벗어난 행동들을 하게 되었다. 이집트의 영악한 재정 관리자이기도 했던 클레오파트라는 결국에 프톨레마이오스 왕국의 전임자들이 이뤄낸 부의 창출을 능가하며, 세금 수입과 외국 무역 등을 합하여 국가 수입을 1년에 12,000 달란트까지 끌어올렸다. 그렇지만 한편 그는 아버지가 진 빚을 물려받았고 기원전 48년에 율리우스 카이사르가 알렉산드리아 도착할 때 쯤에는 로마 공화정에 1,750만 드라크마를 빚졌다.

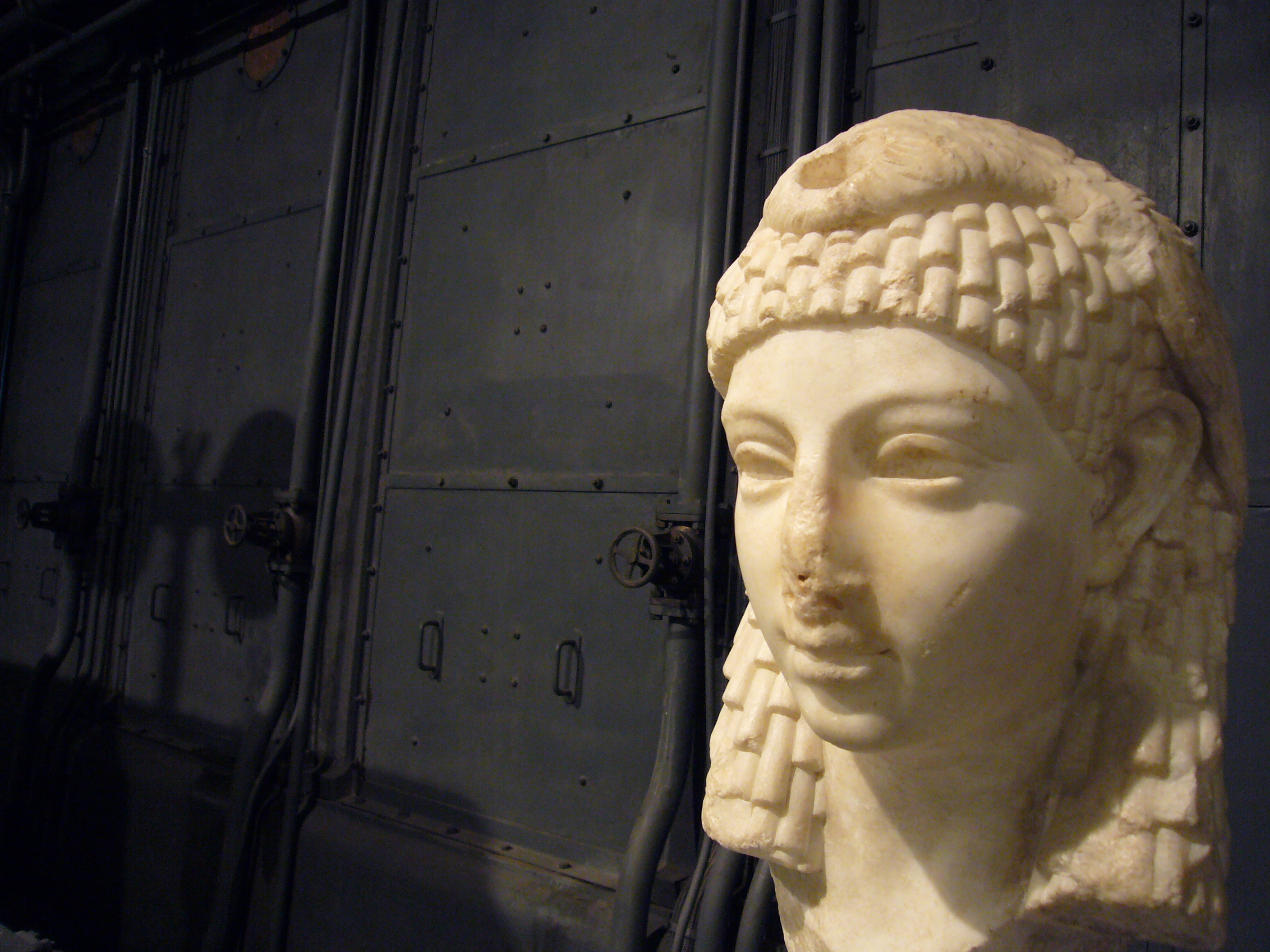
로마에서 발견된, 이집트 양식의 독수리 왕관을 착용하고 있는 클레오파트라로 추정되는 두상. 로마 혹은 헬레니즘 이집트 양식의 미술품이며 기원전 1세기에 파로스 대리석으로 만들어졌고 로마 카피톨리노 박물관에서 소장 중이다

기원전 50년 시리아 속주의 프로콘술이었던 마르쿠스 칼푸르니우스 비불루스는 그의 가장 나이가 많은 두 아들을 이집트로 보냈다. 이 행위는 가비니아니들과 협상을 하여 그들을 로마 군단으로 복귀시킨 뒤, 당시 병력 수요가 절실하던 시리아 지역 내 파르티아인들과의 전선에 투입하기 위함이었을 것이다. 하지만, 가비니아니들은 비불루스의 아들들을 고문하고 살해하였는데, 그 배경에는 환관 섭정인 포테이노스 같은 클레오파트라 궁정 내의 고위 관료들의 은밀한 장려가 있던 것으로 추정된다. 이 행동은 클레오파트라가 가비니아니들을 재판을 기다리는 죄인들로서 비불루스에게 보내게끔 하였다. 젊은 여왕의 재빠른 행동에도 불구하고, 비불루스는 죄인들을 그녀에게 돌려보냈으며, 로마 원로원이 직접적으로 다뤄야할 로마의 문제에 개입한 사실에 대해 여왕을 비판하였다. 훗날 카이사르 내전에서 폼페이우스 편에 선 비불루스는 이때 카이사르가 그리스에 해군 함대를 상륙시키지 못하도록 방어하는 임무를 맡았다. 그는 임무에 실패하면서 궁극적으로 폼페이우스를 추적하던 율리우스 카이사르가 이집트에 가도록 허용하고 말았다.
클레오파트라가 기원전 51년에 11세의 남동생과의 공동 통치를 거부했음에도, 프톨레마이오스 13세는 대표적으로 자신의 스승이자 재산들을 관리하던 포테이노스 등의 강력한 동맹들을 여전히 유지하고 있었다. 카이사르를 포함하여 로마인들은 처음에 그를 왕좌의 배후 세력으로 여겼다. 클레오파트라에 반대하던 세력들에는 유능한 군 지휘관 아킬라스, 프톨레마이오스 13세의 또 다른 스승인 키오스의 테오도토스가 있었다. 클레오파트라는 남동생 프톨레마이오스 14세의 동맹을 일시적인 것으로 만들려 했던 것으로 보이며, 그렇지만 기원전 50년 가을경에 프톨레마이오스 13세가 분쟁에서 우세를 가지면서 그녀보다 앞서 그의 이름으로 문서에 서명하기 시작하였고, 기원전 49년에 그의 첫 번째 즉위 연도가 설정되었다.

## 폼페이우스 암살
클레오파트라와 그녀의 군대는 폼페이의 아들인 그나이우스 폼페이우스가 기원전 49년 여름에 그의 아버지를 위해 군사 원조를 요청할 때, 여전히 프톨레마이오스 13세에 대항하여 알렉산드리아를 점령 중이었다. 갈리아에서 전쟁을 마치고 이탈리아로 복귀 및 기원전 49년 1월에 루비콘 도하한 뒤에, 카이사르는 내전 시기에 폼페이우스와 그의 지지자들이 그리스로 달아나게 하였다. 추정상 클레오파트라와 프톨레마이오스 13세의 마지막 공동 칙령으로, 남매는 그나이우스 폼페이우스 요청을 받아들였다. 이들은 그의 아버지에게 배 60척과 가비니아니를 포함한 병사 500명을 보냈는데, 이 행동은 프톨레마이오스 왕조가 로마에게 진 빚 일부를 지우는 데 도움을 주었다. 로마의 저술가 루카누스는 기원전 48년 초에 폼페이우스가 프톨레마이오스 13세를 이집트의 합법적인 유일한 통치자로 임명했다고 주장하였는데, 이것이 사실이던 아니던 클레오파트라는 알렉산드리아로 퇴각하고 테베 지역에서 물러나게 되었다. 하지만, 기원전 48년 봄에 클레오파트라는 여동생 아르시노에 4세와 같이 이집트로 향한 침공 병력을 모으기 위해 시리아로 향했다. 그녀는 아마 카이사르의 이집트 입국 시기 쯤에 군대와 같이 돌아왔지만, 일부 가비니아니들을 포함한 프톨레마이오스의 군대는 그녀와 맞서기 위해 이동했다. 이들은 알렉산드리아로 향하는 그녀의 진군을 막아섰고, 그녀는 나일강 삼각주 동부에 있는 펠루시온 외곽에 야영을 해야만 했다.
그리스에서, 카이사르와 폼페이우스의 병력은 기원전 49년 8월 9일에 결정적이었던 파르살루스 전투에서 격돌하였으며, 폼페이우스 병력의 대부분 붕괴하고 및 그의 함대가 티레로 향하게 되었다. 프톨레마이오스 왕조와 가까웠던 관계를 고려해서, 그는 결국에 병력을 보충할 수 있었을 이집트를 그의 피난처로 삼기로 결정했다. 그러나, 프톨레마이오스 13세의 고문들은, 오랜 로마 내전에서 이집트를 그의 권력의 기반으로 삼는다는 폼페이우스의 생각을 두려워했다. 이들은 가비니아니들 중 그 누구도 홈페이우스 군대에 합류하기 위해 자신들의 클레오파트라에 대한 군사 작전에서 이들이 이탈하지 않을 것이라는 걸 확고히 하기를 원하였다. 테오도토스가 고안한 책략에 따라, 폼페이우스는 서신을 통해 초청을 받은 뒤에 펠루시온 근처에 배를 타고 도착하고 난 뒤 급습을 당하고 기원전 48년 9월 28일 칼에 찔려 살해당하고 말았다. 프톨레마이오스 13세는 그가 지닌 힘을 보이는 동시에 10월 초에 알렉산드리아에 도착하여 그곳 왕궁에서 머물고 있던 카이사르에게 폼페이우스의 목을 벤 머리를 보냄으로써 당시의 상황을 개선시켰다고 생각하였다. 테오도토스는 카이사르에게 카이사르의 사위이기도 했던 폼페이우스의 방부 처리된 머리를 전달하였는데, 카이사르는 이 머리를 회수하여 알렉산드리아 해안가를 따라 정중하게 묻어주기로 하였다. 카이사르는 폼페이우스를 살해한 것에 대해 슬픔과 분노를 표했고, 프톨레마이오스 13세와 클레오파트라에게 군대 해산과 화해를 하도록 촉구하였다.

## 율리우스 카이사르와의 관계
카이사르는 즉시 군비로 사용하기 위해 로마에 대한 빚 1,750만 드라크마를 부분 상환하라고 요청했다. 포테이노스는 이 요청에 대해 카이사르가 알렉산드리아를 떠나면 받아들이겠다고 응답했으나 이는 거부되었다. 한편 프톨레마이오스 13세는 카이사르가 도착하기 전에 군대를 해산하고 떠나라는 요구를 완전히 무시하고, 군대의 선두에 서서 알렉산드리아에 도착했다. 클레오파트라는 처음에는 카이사르에게 사절을 보냈으나, 카이사르가 왕족 여성과 관계를 맺고 싶어한다는 소문을 듣고 직접 카이사르를 개인적으로 만나기 위해 알렉산드리아를 방문했다. 역사가인 디오 카시우스는 클레오파트라는 남동생에게 알리지 않고 알렉산드리아를 방문했고, 매력적인 옷을 차려 입고 그녀의 재치와 언변으로 카이사르를 매혹시켰다고 기록했다. 플루타르코스는 클레오파트라가 카이사르를 만나기 위해 몰래 궁으로 들어갈 때 침대 자루 안에 들어가 있었다는 완전히 다른 설명을 하는데, 아마도 신화적인 요소가 가미된 것으로 여겨진다.
프톨레마이오스 13세는 그의 누이가 펠루시온이 아닌 궁에서 카이사르와 직접 협력하고 있다는 것을 알아차리자 알렉산드리아의 대중들 사이에서 폭동이 일어나게끔 시도했다. 카이사르는 그를 저지하고 궁전 밖에 모인 성난 군중들을 웅변술을 이용해 진정시켰다. 그 후 카이사르는 클레오파트라와 프톨레마이오스 13세를 알렉산드리아 회의 앞에 세웠다. 여기에서 카이사르는 이전에 폼페이우스가 소유했던 프톨레마이오스 12세의 유언장을 공개했는데, 프톨레마이오스 12세는 클레오파트라와 프톨레마이오스 13세를 공동 상속자로 지명했다. 그런 다음 카이사르는 다른 두 형제인 아르시노에 4세와 프톨레마이오스 14세가 함께 키프로스를 다스리도록 하여 이집트 왕좌에 대한 잠재적 경쟁자를 제거하려고 했다. 또한 이를 통해 기원전 58년에 로마에 키프로스를 잃은 것에 대해 여전히 괴로워하는 프톨레마이오스 신민들을 달래주는 효과도 있었다.
포테이노스는 이 협정은 실제로 프톨레마이오스 13세보다 클레오파트라 쪽에 유리했으며, 가비니아니를 포함한 프톨레마이오스 13세의 20,000명의 군대가 지원을 받지 못하고 있는 카이사르의 4,000명의 군대를 무찌를 가능성이 높다고 판단했다. 그는 아킬라스가 군대를 이끌고 알렉산드리아로 가 카이사르와 클레오파트라를 공격하도록 결정했다. 이로 인해 카이사르와 클레오파트라는 이듬해인 기원전 47년까지 성 안에 갇혔다. 카이사르는 항구의 배를 불태웠고 불은 번져 알렉산드리아 도서관 일부까지 태웠다. 포테이노스는 카이사르를 암살하려고 시도했고, 이후 카이사르는 그를 처형했다. 아르시노에 4세는 아킬라스와 연합하여 여왕으로 추대되었다. 얼마 지나지 않아 그녀는 그녀의 교사였던 가니메데스에게 아킬라스를 죽이게 하고 군대의 사령관 자리를 맡겼다. 가니메데스는 카이사르를 속여 당시 포로로 잡혀 있던 프톨레마이오스 13세를 중재자로 초대한 후 아르시노에 4세의 군대에 합류하도록 만들었다. 가니메데스는 성에 대한 지식이 해박하여 그 지식을 이용해 배관을 통해 바닷물을 저수지로 들여보내려고 했다. 이에 클레오파트라와 카이사르는 민물이 나오는 우물을 짓도록 지시하여 대응했다.
기원전 47년의 1월과 3월 사이의 어느 날, 카이사르의 군대가 도착하였다. 이 병력에는 페르가몬의 미트리다테스와, 시기적절한 도움으로 로마 시민권(이 신분은 아들 헤로데 대왕에게 전해졌을 것이다)을 획득했을 에돔의 안티파테르가 이끄는 병력들이 있었다. 프톨레마이오스 13세와 아르시노에 4세는 나일강에서 병력을 철수했는데, 카이사르는 이들을 공격했고 프톨레마이오스 13세는 배를 타고 달아날 수밖에 없었다. 그러나 이 배는 뒤집혀 파라오는 익사하고 말았고, 시신은 이후에 근처 진창에서 발견됐다. 가니메데스는 아마도 이 전투 중에 전사한 것으로 본다. 테오도토스는 이후에 아시아 지역에서 마르쿠스 브루투스에게 발견되어 처형되고 만다. 아르시노에 4세는 에페소스의 아르테미스 신전에서 처형되기 앞서 로마에서 열린 카이사르의 개선식에 전시됐었다. 클레오파트라는 이 사건들에 모습을 보이지 않았고 궁전에 있었는데(아마 기원전 47년 9월 이래로), 카이사르의 아이를 그녀가 임신했기 때문이었을 것이다. 그녀는 기원전 47년 6월 23일에 카이사리온을 낳았다. 카이사르와 클레오파트라는 다 같이 알렉산드로스 대왕의 무덤을 방문한 것으로 보인다. 카이사르는 또한 알렉산드리아의 동쪽 성벽 인근에다가 방부 처리된 폼페이우스의 머리에 대한 적절한 장례를 치르기로 하였다.
집정관으로서 카이사르의 임기는 기원전 48년을 끝으로 종료되었다. 하지만, 최근 파르살루스 전투를 마치고 로마로 복귀한 그의 부관 마르쿠스 안토니우스는 카이사르의 독재관 선출을 해내는 데 도움을 주었다. 이 직위는 기원전 47년 10월까지 1년간 임기가 유지되며, 카이사르에게 이집트에서 벌어진 왕가의 분쟁을 해결할 합법적 권한을 부여하였다. 단독 여성 군주를 세우며 일어난 베레니케 4세의 실수를 반복하는 것을 우려한, 카이사르는 12세의 프톨레마이오스 14세를 명목상의 결혼을 통해 22세의 클레오파트라의 공동 통치자로 세웠고, 그렇지만 클레오파트라는 계속해서 카이사르와 거주했다. 키프로스가 그녀의 통치권으로 돌아간 정확한 시기는 알려져 있지 않지만, 기원전 42년 쯤에 그녀는 그곳에 총독을 두었었다.
긴급한 정치적 문제 때문에 로마로 귀환하기 전, 카이사르는 클레오파트라와 함께 나일강을 유람하며 조형물들을 관람했다는 주장이 있다. 그러나 이는 실제 역사적 사건이 아닌 후기 로마의 부유함을 반영하는 낭만적인 이야기일 수 있다. 역사가 수에토니우스는 이 여행에 대해 상당히 자세히 기술하였는데, 그중에는 탈라메고스를 유람용 바지선으로 썼다는 기록도 있다. 이 배는 프톨레마이오스 4세가 그의 재위 기간 동안 처음으로 건조하였는데, 길이는 91m에 높이는 24m에 이를 정도였으며 떠 다니는 건물을 닮은 두 개의 갑판을 따라 식당, 침실, 신을 모시기 위한 방, 산책로 등도 완비되어 있었다. 클레오파트라는 몇 년 뒤 타르수스에 있는 안토니우스의 임시 본부로 항해하기 위해 탈라메고스를 다시 사용했다고 추정된다. 탈라메고스의 디자인은 거의 확실히 후기 로마의 네미선에 영향을 미쳤다. 카이사르는 로마의 지리학에 매료되어 있었기 때문에 나일강의 크루즈선에 흥미를 가졌을 수 있다. 그는 에라토스테네스와 피테아스의 저서를 탐독했었고, 그로 인해 나일강의 근원을 발견하고 싶어했을 수 있다. 그러나 전하는 바에 따르면 그의 군대는 에티오피아에 거의 다다른 후 돌아갈 것을 요구했다고 한다.

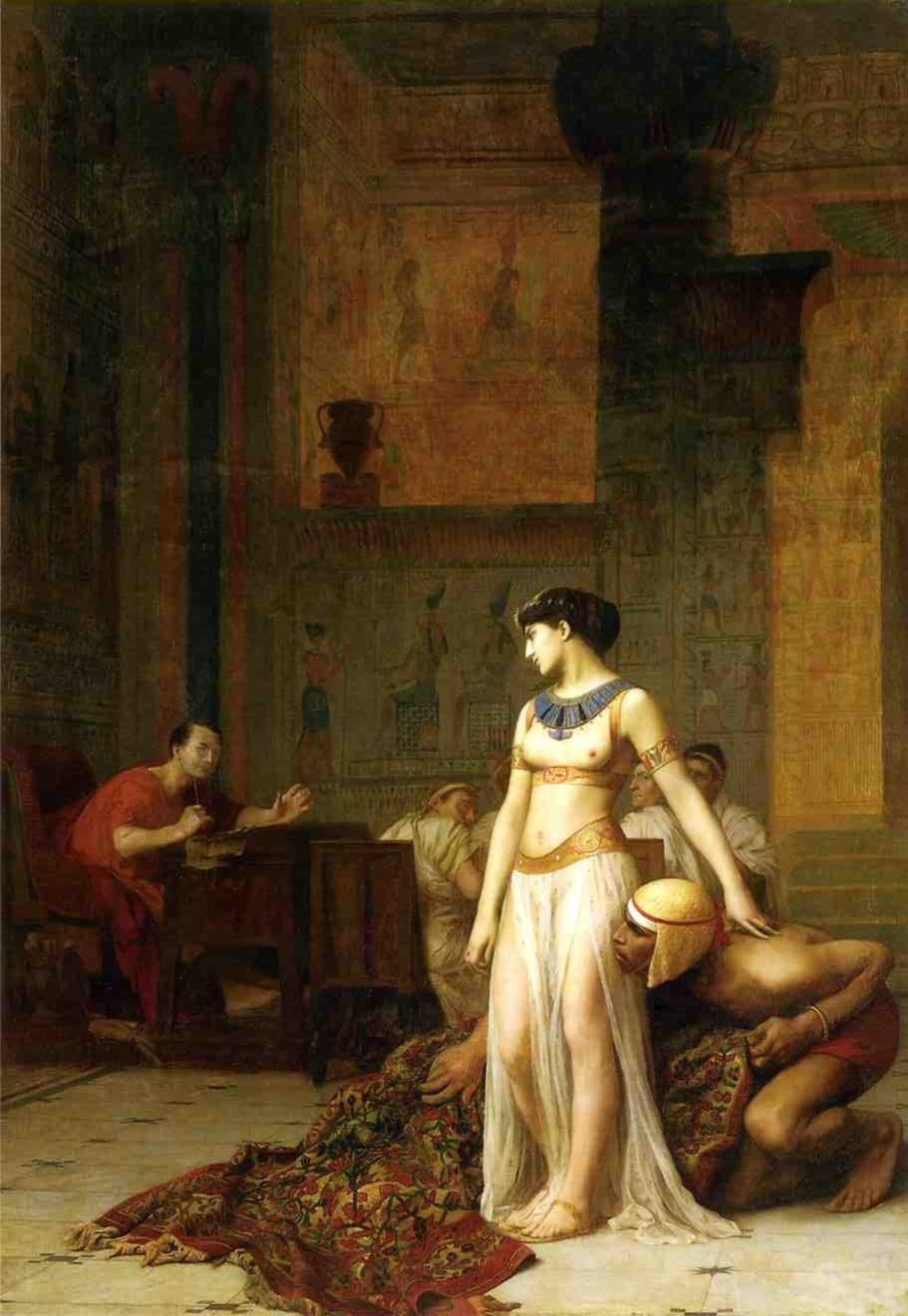
"클레오파트라와 카이사르", 1866. 장레옹 제롬 作

카이사르는 기원전 47년 4월경에 이집트를 떠났다. 이 이유는 미트리다테스 대왕의 아들 폰토스의 파르나케스 2세가 아나톨리아에서 문제를 일으켜 해결해야 할 필요가 있어서라고 한다. 그렇지만 저명한 로마 여성 칼푸르니아와 혼인한 몸이던 카이사르가 자신의 아이를 낳은 클레오파트라와 같이 있는 모습을 보이고 싶지 않아 그랬을 가능성도 있다. 그는 클레오파트라의 미약한 위치를 지키고 또한 그녀의 활동을 감시하기 위해 이집트로 해방 노예 출신 루피오 휘하의 군단 세 개를 보냈고, 그 뒤에는 네 개로 늘렸다.
멤피스의 세라페이온에 있는 석비에 따르면, 클레오파트라와 카이사르 사이에서 태어난 걸로 추정된 자녀가 기원전 47년 6월 23일에 태어났다. 스텔레에서 그는 '파라오 카이사르'라 불렸지만, 알렉산드리아인들은 아버지의 이름을 딴 카이사리온이라 부르는 걸 선호했다. 카이사르는 칼푸나리아와의 사이에서 여전히 아이가 없었기 때문에, 카이사리온에 대해서는 침묵을 지켰다. 카이사르는 공개적으로 아버지가 된 것에 대해서 부정했지만, 사적으로는 그를 아들로 받아들였다는 상충되는 증거들이 있다. 반면 클레오파트라는 카이사리온이 자신의 혈통이며 카이사르가 아버지라는 공식적인 선언을 반복하여 내세웠다. 또한 그녀는 카이사르를 숭배하기 위해 케사리움 사원을 알렉산드리아 항구 근처에 지었다.
클레오파트라와 그녀의 명목상의 공동 통치자였던 프톨레마이오스 14세는 기원전 46년 후반의 언젠가에, 아마도 카이사리온 없이 로마를 방문했다. 그들은 호티 카이사리스 내의 카이사르의 빌라에서 묵었다. 그들의 아버지인 프톨레마이오스 12세에게 했던 것과 똑같이, 카이사르는 클레오파트라와 프톨레마이오스 14세 모두에게 '로마인들의 친구이자 동맹'(라틴어: socius et amicus populi Romani)이라는 법적 지위를 부여했는데, 이는 사실상 로마에게 충성하는 종속국의 통치자라는 뜻이었다. 테베레강 건너편에 있는 카이사르의 빌라에서 클레오파트라를 방문했던 저명한 인물에는 상원의원 키케로가 있었다. 키케로는 그녀에게 아첨하지 않았으며, 특히 그녀의 고문 중 한 명이 키케로가 알렉산드리아 도서관에서 요청했던 책을 그에게 주지 않은 후에 그녀가 오만하다는 것을 알았다. 클레오파트라 궁정의 구성원 중 한 명이었던 소시게네스는 기원전 45년 1월 1일 새로이 발효되었던 율리우스력의 계산을 할 때 카이사르를 도왔다. 기원전 46년 9월 25일 카이사르 포룸에 세워진 베누스 게네트릭스 신전에는 클레오파트라 황금상 (이 조각상은 서기 3세기에도 존재했다)이 있었는데, 로마인들의 어머니 신 베누스를 카이사르의 자녀의 어머니와 직접적으로 연관시켰다. 이 황금상은 또한 이집트의 토착신인 이시스와 로마 종교를 미묘하게 연결시키기도 했다. 카이사르는 그가 죽은 뒤에 1년 안에 로마 원로원의 표결을 통하여 로마에 이시스 신전을 세울 계획이 있었을 수도 있다.
플레처는 클레오파트라가 기원전 44년까지 로마에 계속 있었는지 혹은 폼페이우스의 아들들과의 전쟁을 위해 기원전 46년 11월에 카이사르가 로마령 스페인으로 떠나자 이집트로 잠깐 돌아갔는지는 불분명하다고 주장하였다. 클레오파트라는 또한 카이사르가 암살되던 때인 기원전 44년에는 로마에 있었는데, 이것이 한번에 2년간 로마에 장기간 머물렀던 것인지 아니면 별도의 두 차례 방문인지는 확실치 않다. 롤러에 의하면 후자가 가능성이 더 높다고 한다. 그가 주장하는 가장 가능성 높은 클레오파트라의 로마 체류는 카이사르가 암살되기 한달 전에 열린 루페르칼리아 행사 때 영향을 주었다고 한다. 마르쿠스 안토니우스는 카이사르의 머리에 다이아뎀을 씌워주려고 했으나, 그가 거부하였다. 이는 미리 각본을 짜둔 의도적 행동일 확률이 높으며, 아마 헬레니즘 방식의 왕권 통치를 받아들이는 것에 대한 로마 대중들의 분위기를 파악하려 했던 것으로 추정된다. 이 행사 때 있던 키케로는 조롱하듯이 그 다이아뎀을 어디서 났냐고 물었는데, 그가 혐오하던 프톨레마이오스의 여왕을 분명하게 언급하는 것이었다.
카이사르는 기원전 44년 3월 15일 암살되었으나, 클레오파트라는 카이사리온이 카이사르의 후계자로 인정 받기를 원하는 헛된 희망을 품고 4월 중순까지도 로마에 머물렀다. 그러나 카이사르는 유언에서 그의 조카인 옥타비아누스를 주요 후계자로 지명했다. 클레오파트라가 이집트로 떠나기로 결심했을 때와 동시에 옥타비아누스는 이탈리아에 도착했다. 수 개월 뒤 클레오파트라는 프톨레마이오스 14세를 독살하고 그녀의 아들인 카이사리온을 대신 공동 통치자로 세울 계획을 꾸민다.

## 리베라토레스의 내전에서의 클레오파트라

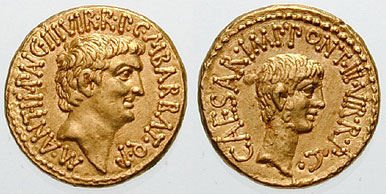
마르쿠스 안토니우스(좌)와 옥타비아누스(우)의 초상이 담긴 고대 로마의 아우레우스로, 옥타비아누스, 마르쿠스 안토니우스, 마르쿠스 아이밀리우스 레피두스의 기원전 43년 제2차 삼두정의 성립을 기념하기 위해 기원전 41년에 발행한 것이다.

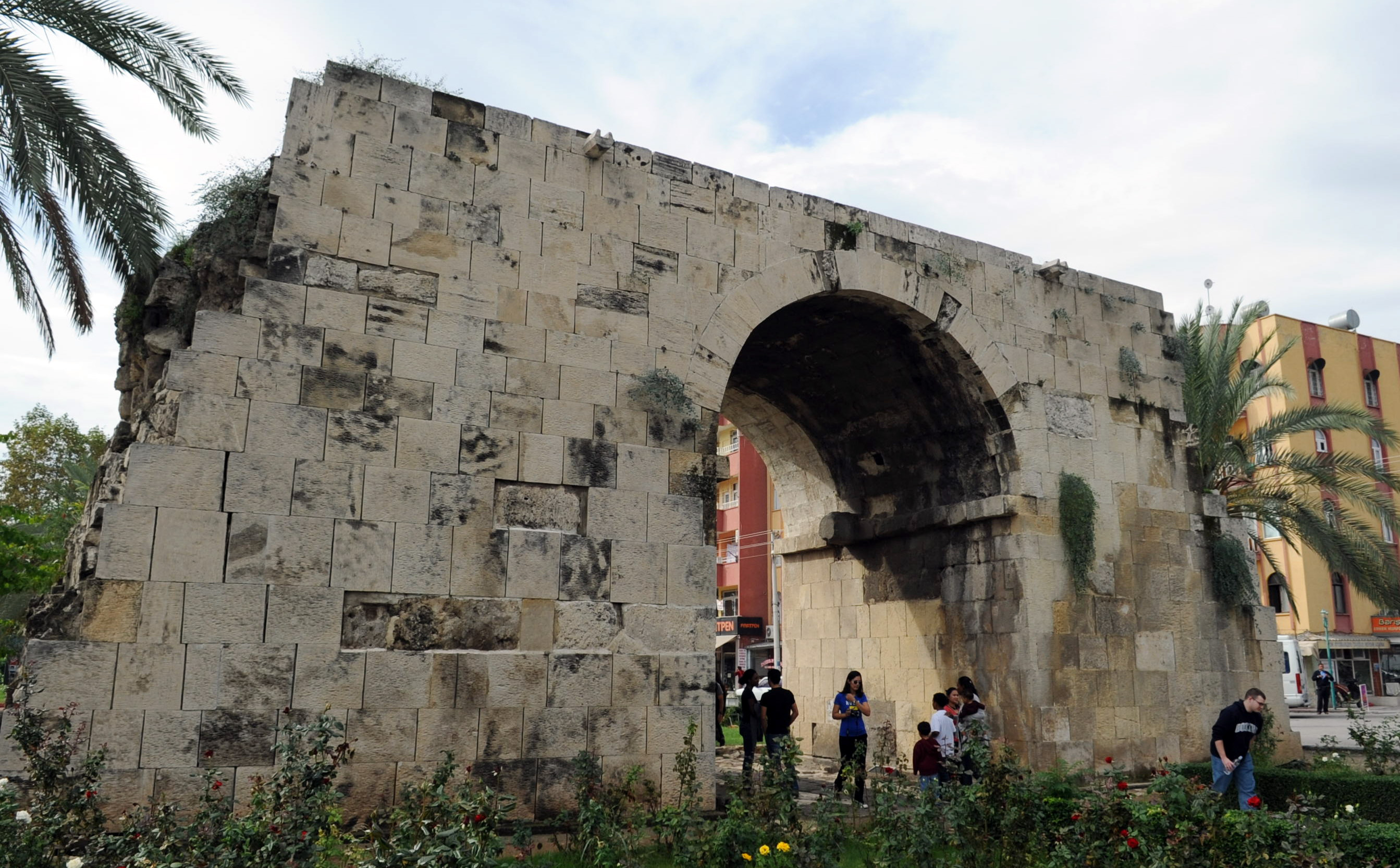
클레오파트라가 마르쿠스 안토니우스를 만난 장소인 타르소스(오늘날 튀르키예의 타르수스)의 클레오파트라의 문

옥타비아누스, 안토니우스, 레피두스는 기원전 43년 제2차 삼두 정치를 결성했다. 그들은 공화국의 질서를 회복하고 카이사르 암살자들을 재판에 회부하기 위해 각각 5년 임기로 선출되었다. 클레오파트라는 카이사르 암살자 중 한 명인 가이우스 카시우스 롱기누스와 시리아의 프로콘술이자 카이사르의 충신인 푸블리우스 코르넬리우스 돌라벨라로부터 군사 원조를 요청하는 메시지를 받았다. 그녀는 카이사르가 이집트에 남겨둔 4개 군단을 돌라벨라에게 보내는 동안, 그녀의 왕국이 너무 많은 내부 문제에 직면했다는 변명을 카시우스에게 쓰기로 결정했다. 그러나 카시우스는 시리아로 가던 중 이 군단들을 팔레스타인에서 포로로 잡았다. 클레오파트라의 키프로스 총독이었던 세라피온은 카시우스에게 넘어가 배를 내주었다. 클레오파트라는 옥타비아누스와 안토니우스를 개인적으로 돕기 위해 자신의 함대를 이끌고 그리스로 갔다. 그러나 그녀의 배들은 지중해의 폭풍으로 인해 큰 피해를 입었으며 싸움을 돕기에는 너무 늦게 도착하였다. 기원전 42년 가을 안토니우스는 필리피 전투에서 카이사르의 암살자들이 이끌던 군대를 무찔렀고, 이로 인해 암살을 주동했던 카시우스와 브루투스는 자살했다.
기원전 42년의 끝 무렵, 옥타비아누스는 로마의 서쪽 절반, 안토니우스는 동쪽 절반의 대부분에 대한 지배권을 얻었으며 레피두스는 거의 낙오되었다. 안토니우스는 기원전 41년 여름, 그의 본부를 아테네에서 아나톨리아의 타르수스로 옮겼다. 그는 클레오파트라에게 편지 여러 장을 써 타르수스로 불렀는데, 클레오파트라는 처음에는 거절했으나 안토니우스가 그의 특사인 퀸투스 델리우스를 알렉산드리아로 보내 그녀가 오도록 설득하자 타르수스로 향했다. 이 만남에서 클레오파트라는 내전 중에 카시우스를 지원한 것처럼 보였던 오해를 풀고, 레반트 지역의 영토 교환에 대한 시급한 문제를 해결할 수 있었다. 또한 안토니우스는 이때 확실히 클레오파트라와 사적으로 낭만적인 관계를 맺기를 원했다.
클레오파트라는 그녀의 탈라메고스를 타고 키드누스강(현재의 베르단강)을 항해해 타르수스로 향했다. 이때 클레오파트라는 안토니우스와 그의 장교들을 그녀의 배에 초대해 이틀 밤 동안 호화로운 연회를 열었다. 안토니우스는 셋째 날 저녁 식사에서 훨씬 덜 호화로운 연회를 열어 이 호의에 보답하고자 했다. 클레오파트라는 그녀 자신을 그리스의 신 디오니소스의 형상을 한 이집트의 신 오시리스를 남편으로 맞은, 그리스 여신 아프로디테의 모습을 한 이집트 여신 이시스라고 표현했다. 디오니소스는 안토니우스가 이때 클레오파트라와 만나기 전, 에페수스에 있는 아르테미스의 사제들이 안토니우스와 관련지었던 신이다. 현존하는 클레오파트라의 동전들 중 일부는 클레오파트라를 비너스 또는 아프로디테로 묘사하고 있다. 클레오파트라는 그녀가 정말 시리아에서 돌라벨라를 도우려고 했었다고 주장했으며, 이를 통해 카시우스를 도우려고 했지 않냐는 의심을 지울 수 있었다. 동시에 그녀는 에페수스의 아르테미스 신전에 유배를 가 있던, 그녀의 경쟁자였던 여동생 아르시노에 4세를 유배지에서 끌어내 처형하도록 안토니우스를 설득했다. 한편 클레오파트라에게 반역을 일으키고 카시우스 진영에 합류했던 전 키프로스 총독 세라피온은 티레에서 발견되어 클레오파트라의 손에 넘겨졌다.

## 마르쿠스 안토니우스와의 관계

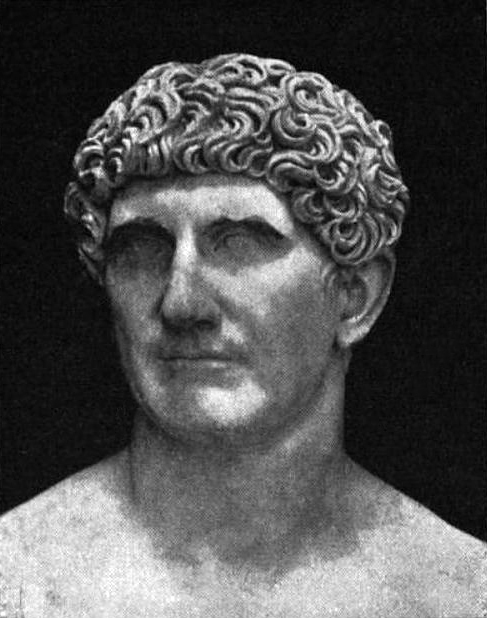
삼두 정치인 마르쿠스 안토니우스 집정관에 대한 로마 시대 흉상 (바티칸 박물관 소장)

클레오파트라는 안토니우스가 타르수스를 떠나기 전 이집트로 초대했고, 안토니우스는 이에 응하여 기원전 41년 11월에 알렉산드리아를 방문했다. 그는 프톨레마이오스 12세를 복권시켰고, 카이사르와는 달리 점령군 없이 이집트에 왔는데 이러한 그의 영웅적 행동으로 인해 안토니우스는 알렉산드리아의 대중에게 인기를 얻었다. 이집트에서 안토니우스는 타르수스에 정박한 클레오파트라의 배에서 보았던 왕실의 호화로운 생활을 계속 즐겼다. 그는 또한 푸블리우스 벤티디우스 바수스 같은 부관들을 시켜 아나톨리아와 시리아에서 파르티아인들을 몰아내게 하였다.
단독으로 재위하던 고전기의 모든 여왕들은 자신들의 생애 대부분을 배우자를 두고 있었다. 하지만 클레오파트라는 명목상의 공동 통치자 및 생애 말에 안토니우스와의 혼인 가능성이 있기는 하나 거의 21년간을 단독 군주로 군림했었다. 카이사리온을 단독 후계자로 두는 것은 이점과 위험 요소 두 개 모두를 만들어냈다. 그의 갑작스러운 죽음은 프톨레마이오스 왕조의 단절을 불러왔을 것이지만, 다른 잠재적 후계자 및 형제들 간의 경쟁 구도 역시도 그의 몰락을 불러왔을 수 있었다. 클레오파트라는 안토니우스를 추가적인 후계자를 만들어낼 협력자로서 신중히 골랐는데, 그가 카이사르 사후에 가장 강력한 로마 인물로 여겨졌기 때문이었다. 삼두정 체제의 권력을 통해, 안토니우스는 방대한 영향력을 당시 로마에 속했던 영토들을 옛 프톨레마이오스 영토로 회복하는 데 사용하였다. 킬리키아와 키프로스를 관리했던 클레파트라의 총독인 디오게네스의 언급으로 기원전 39년 11월 19일경에 그녀가 킬리키아와 키프로스를 소유했던 것은 분명함과 동시에, 이 영토 양도가 훨씬 이전인 기원전 41년-40년 겨울에 이뤄졌을 가능성도 있는데 이 기간 클레오파트라와 안토니우스가 같이 시간을 대부분 보냈었다. 플루타르코스는 클레오파트라가 주사위 놀이 및 술을 마시고, 사냥도 하며, 안토니우스와 같이 군사 훈련에 참석했다고 하였다. 이 남성적인 활동들은 후대 로마 작가들로부터 그녀에 대한 호의적 평가를 받지 못하게 했지만, 그녀가 로마의 협력자와 발전시킨 가까운 관계를 나타내었다.
기원전 40년의 봄 때, 시리아에서 일어난 문제들은 마르쿠스 안토니우스가 클레오파트라와 이집트에서 보내는 휴가에서 복귀하게 하였다. 안토니우스의 시리아 총독인 루키우스 데키디우스 삭사는 파르티아 제국으로 전향한 전직 로마 장교 퀸투스 라비에누스에게 살해당하였고 그의 군대도 그에게 탈취당하였다. 클레오파트라는 군사 활동 목적과 그녀가 새롭게 얻은 영토들에 대한 보상으로서 안토니우스에게 함선 200척을 제공하였다. 그녀는 기원전 37년까지 그를 다시 보지 못했을 것이지만, 그녀는 연락을 유지하였으며 그의 캠프에 스파이를 두었다는 것을 암시한다. 기원전 40년 말에 클레오파트라는 남자 애(알렉산드로스 헬리오스) 한 명과 여자 애 한 명(클레오파트라 셀레네 2세) 등 쌍둥이를 낳았으며, 이 둘은 안토니우스에게 친자로 인지되었다. 태양을 뜻하는 '헬리오스(고대 그리스어:  Ἥλιος)' 그리고 달을 뜻하는 '셀레네(고대 그리스어: Σελήνη)'는 안토니우스가 페르시아를 정복함으로써 알렉산드로스 대왕의 위업을 재현할 것이라는 클레오파트라의 기대뿐만 아니라 새로운 시대의 사회 시작에 대한 상징이었다.
기원전 41년부터 40년까지 이어졌던 페루시아 전쟁으로 인해, 안토니우스의 군대는 동쪽에서 파르티아 제국과 싸우는 데에 방해를 받았다. 안토니우스의 아내이며 야심가였던 풀비아는 자신의 남편을 로마의 확실한 지배자로 만들기 위해 옥타비아누스에 대하여 전쟁을 일으켰으며, 이것이 페루시아 전쟁의 발발 원인이다. 안토니우스로부터 클레오파트라를 떨어뜨려 놓으려 했다는 것도 풀비아가 전쟁을 일으킨 동기의 일부로 거론되고는 하나, 이탈리아에서 최초의 갈등이 일어난 것은 클레오파트라가 타르수스에서 안토니우스를 만나기도 전이었다는 점에서 이럴 가능성은 낮다. 풀비아와 안토니우스의 남동생인 루키우스 안토니우스는 결국 페루시아(현재의 이탈리아 페루자)에서 옥타비아누스에게 포위되었고, 이탈리아에서 추방되었다. 풀비아는 이후 안토니우스와 합류하려고 하던 중 그리스의 시키온에서 사망하였다. 그녀가 갑자기 사망하면서 옥타비아누스와 안토니우스는 기원전 40년 9월 이탈리아의 브린디시움에서 화평을 맺었다. 브린디시움에서 양측이 협정을 맺으면서 이오니아해 동쪽의 로마 공화국 영토에 대한 안토니우스의 통제력은 강해졌지만, 동시에 안토니우스는 이탈리아, 히스파니아, 갈리아를 양보하고 옥타비아누스의 여동생인 소 옥타비아와 결혼해야 했다. 그녀는 클레오파트라의 잠재적인 정적이었다.
기원전 40년 12월, 헤로데 1세는 유대의 난세를 피하여 도망쳤고, 클레오파트라는 예상치 못한 손님이었던 그를 알렉산드리아에서 맞이하게 되었다. 안토니우스는 그곳에서 헤로데를 사두정의 일각으로 세웠지만, 곧 헤로데는 장기간의 왕조를 유지하던 하슈모나이 왕국의 안티고노스 2세 마타티아스와 반목하게 되었다. 안티고노스는 헤로데의 형제와 사두정 동료였던 파사엘을 투옥시켰으며, 헤로데가 클레오파트라에게 가던 중 파사엘은 처형되었다. 클레오파트라는 헤로데에게 군사 임무를 내리려 하였으나 헤로데는 이를 거절하고 로마로 떠났다. 옥타비아누스와 안토니우스는 로마에서 헤로데를 유대의 왕으로 임명하였다. 이로 인해 클레오파트라와 헤로데는 충돌하게 되었는데, 클레오파트라는 헤로데가 새로 세운 헤로데 왕국 중 이전에 프톨레마이오스 왕조의 영토였던 땅을 회복하고 싶어했기 때문이다.

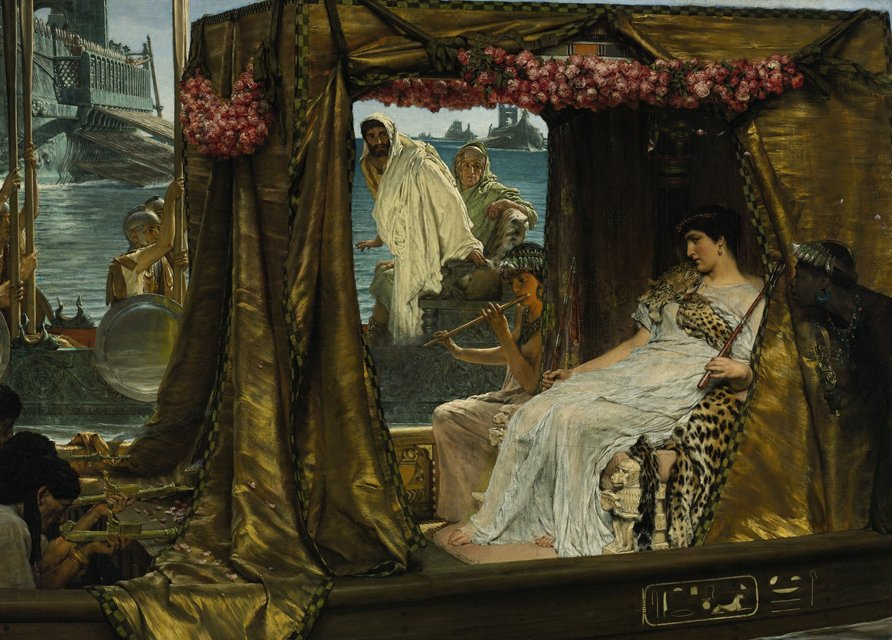
로런스 알마타데마의 "안토니우스와 클레오파트라".

안토니우스가 소 옥타비아와 결혼하고, 그의 본부를 아테네로 옮기면서 옥타비아와의 사이에서 기원전 39년에는 대 안토니아, 기원전 36년에는 소 안토니아라는 두 자식을 얻으면서 안토니우스와 클레오파트라의 관계는 악화되었을 것으로 추정된다. 그러나 이집트에서 클레오파트라의 입지는 확고했다. 그녀의 정적이었던 헤로데는 로마군으로부터 강력한 지원이 필요한 유대 내전에 집중하고 있었는데, 클레오파트라로부터는 어떠한 지원도 받지 못했다. 안토니우스와 옥타비아누스의 집정관 임기가 기원전 37년 1월에 끝나면서, 옥타비아누스는 타렌툼에서 회의를 주선하여 집정관 임기를 기원전 33년까지 연장했다. 옥타비아누스가 내어준 군단 2개와 빌려준 1,000명의 병사를 이끌고, 안토니우스는 안티오키아로 원정을 떠나 파르티아와의 전쟁을 준비했다.
안토니우스는 헤로데의 왕국이나, 자신의 파르티아 원정에 대한 재정적 지원 등 긴급한 사안들에 대해 논의하기 위해 클레오파트라를 안티오키아로 불렀다. 클레오파트라는 자신의 자식인 세 살배기 쌍둥이를 안티오키아로 함께 데리고 갔는데, 이때 안토니우스는 쌍둥이를 처음 보는 것이었다. 아마도 이들은 안토니우스와 클레오파트라가 품은 야심찬 계획의 일환으로, 헬리오스와 셀레네라는 성을 여기서 처음 받았을 것으로 추정된다. 동부를 안정하게 하기 위해 안토니우스는 클레오파트라의 영역을 확대했을 뿐 아니라, 자기에게 충성하지만 궁극적으로는 자신의 자리를 넘보는 새로운 왕조와 통치자들을 세웠다. 그 예로는 헤로데 1세, 갈라티아의 아민타스, 폰토스의 폴레몬 1세, 카파도키아의 아르켈라오스 등이 있었다.

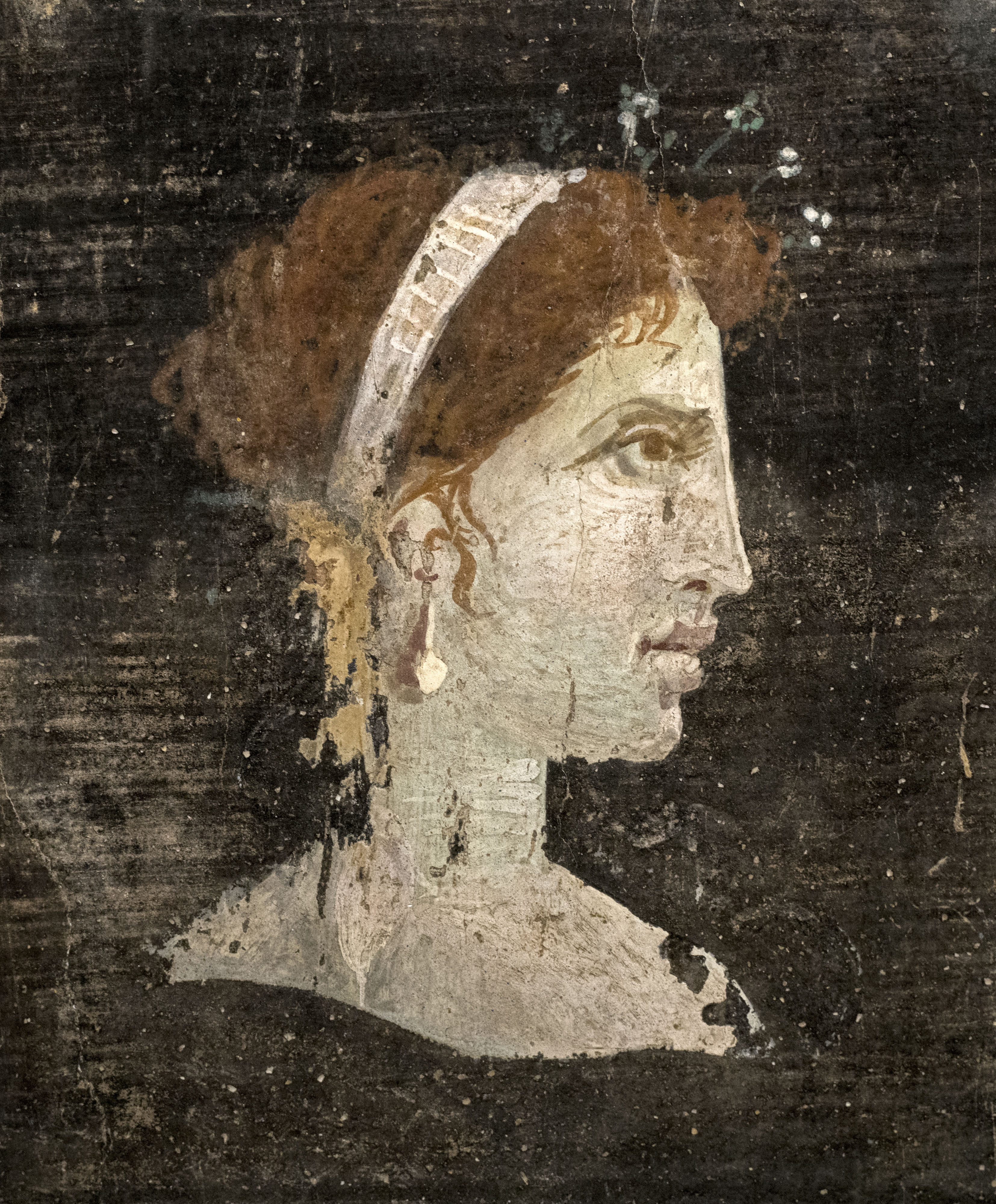
클레오파트라 사후에 그려졌을 가능성이 높은 초상화. 클레오파트라의 붉은 머리와 뚜렷한 얼굴의 특징이 보이며, 왕실의 다이아뎀과 진주가 박힌 머리핀을 쓰고 있다. 이탈리아 헤르쿨라네움에서 발굴, 기원후 1세기경.

이 합의로, 클레오파트라는 레반트 지역의 과거 프톨레마이오스 왕국의 영토를 상당 수 되찾았다. 여기에는 로마의 지배권 하에 남아 있던 티레와 시돈을 제외한 페니키아(오늘날 레바논)의 전체 대부분이 있었다. 그녀는 또한 프톨레마이오스 2세가 세운 도시인 프톨레마이스 아코(오늘날 아크레)도 받았다. 그녀의 셀레우코스 왕조와의 혈연 관계를 고려한, 안토니우스는 그녀에게 오론테스강을 따라 있는 코엘레 시리아 지역을 넘겨주었다. 심지어 그녀는 팔레스타인의 예리코 주변 지역도 받았으나, 이 지역을 다시 헤로데에게 임차해주었다. 나바테아의 왕 말리쿠스 1세(헤로데의 친척)의 희생으로, 클레오파트라는 알리아나(오늘날 요르단 아카바)를 포함하여 홍해의 걸프만을 끼고 있는 나바테아 왕국의 영토 일부분도 받았다. 서쪽에서 클레오파트라는 로마령 크레타의 이타노스와 올루스와 더불어, 리비아 해안을 따라 있는 키레나이카를 넘겨받았다. 이를 통해 프톨레마이오스 왕국이 상실했던 영토 다수가 회복되었으나, 에게해와 소아시아 남서쪽의 영토는 그러지 못했다. 이 새로운 영토들에 대한 클레오파트라의 지배권은 명목상의 것이었고, 이 지역들은 여전히 로마 관료들의 관리를 받았다. 그럼에도, 이 영토들은 그녀의 왕국을 부유하게 해주어 기원전 36년 주화에 연도를 두 가지로 새기며 그녀가 새로운 시대의 선포를 하게끔 해주었다.
안토니우스의 경쟁자 옥타비아누스는 로마 영토로 직접적인 지배에 놓인 곳들을 내주었다고 하며 프톨레마이오스 왕국의 팽창을 과장하였다. 옥타비아누스는 공화국을 희생시킴에 따른 외국 여왕의 권한 부여를 꺼려한 로마의 민심을 이용하였다. 옥타비아누스는 또한 안토니우스가 고결한 로마인 아내인 옥타비아를 등한시한다는 소문을 만들어냈다. 그는 옥타비아 그리고 자신의 아내인 리비아에게 신체불가침권이라는 예외적인 권한을 부여해주었다. 스키피오 아프리카누스의 딸이자 개혁가 티베리우스와 가이우스 그라쿠스의 어머니 및 클레오파트리아의 증조부인 프톨레마이오스 8세의 연인이었던 코르넬리아 아프리카나는 경의를 표하며 조각상이 세워진, 첫 로마의 여성이었다. 그녀의 뒤를 이어 옥타비아누스의 누이인 옥타비아 그리고 아내인 리비아 등이 조각상이 만들어졌는데, 이 조각상들은 율리우스 카이사르가 이보다 앞서 이곳에 세운 클레오파트라의 조각상에 대항하여 카이사르 포룸에 세워졌을 것이다.
기원전 36년, 클레오파트라는 유프라테스강으로 가는 안토니우스와 동행하여, 아마 제우그마의 셀레우키아까지 다다랐을 것으로 추정된다. 이는 파르티아 제국을 침공하기 위한 안토니우스의 여정 중 첫 번째 과정이었을 것이다. 클레오파트라는 그 후 새로 얻은 영토 일부를 둘러보았다. 그녀는 다마스쿠스를 지나 헤로데의 땅에 들어섰는데, 헤로데는 호화로운 조건으로 이집트의 국경 지대에 있는 마을인 펠루시온까지 그녀를 호위하였다. 클레오파트라가 이집트로 돌아온 주된 이유는 임신이 진행되었기 때문이었다. 기원전 36년 여름, 클레오파트라는 안토니우스와의 사이에서 가진 두 번째 아들인 프톨레마이오스 필라델포스를 낳았다. 이 이름은 프톨레마이오스 왕조의 두 번째 군주의 이름에서 따온 것인데, 이에 대해 클레오파트라는 프톨레마이오스 왕국이 예전의 영광을 되찾을 것이라는 예언적 표현을 의도했을 것으로 거의 확실시되고 있다.
기원전 36년에 있었던 안토니우스의 파르티아 원정은 악천후, 질병의 확산, 아르메니아의 왕이었던 아르타와스데스 2세가 배신하고 파르티아 측으로 망명하는 사건 등 다양한 요인에 의해 완전히 실패하였다. 안토니우스는 카레 전투에서 크라수스보다 많은 30,000명의 병력 손실을 보았고, 그는 이것을 복수하고자 하는 모욕으로 여겼다. 결국 그해 12월, 안토니우스는 베리투스(현대 레바논의 베이루트) 근처의 레우케 코메(고대 그리스어: λευκή κώμη)에 도착했다. 패퇴한 안토니우스의 군대를 돕기 위해 클레오파트라가 자금과 의복을 지원하러 오기 전까지, 안토니우스는 술에 빠져서 폭음을 하는 중이었다. 옥타비아는 안토니우스에게 다른 원정을 위한 더 많은 군대를 빌려 주겠다고 제안했다. 그러나 안토니우스는 로마로 돌아가서 생길 정치적 위험을 피하고 싶어했기 때문에, 막 태어난 자신의 아들을 보기 위해 클레오파트라와 함께 알렉산드리아로 향했다.

## 알렉산드리아 봉헌

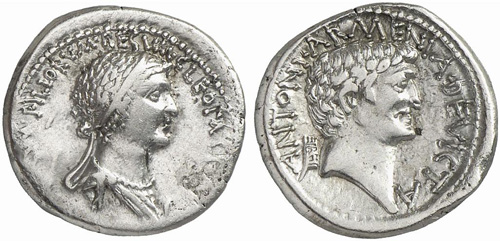
기원전 32년 주조된 데나리우스. 앞면에는 다이아뎀을 쓴 클레오파트라의 흉상이 라틴어로 "CLEOPATRA[E REGINAE REGVM]FILIORVM REGVM"로 쓰인 글과 함께 새겨져 있다. 뒷면에는 "ANTONI ARMENIA DEVICTA"라고 쓰인 글과 함께 안토니우스의 흉상이 새겨져 있다.

안토니우스는 기원전 35년 또 다른 파르티아 원정을 준비했는데, 이번에는 그들의 동맹이었던 대아르메니아 왕국을 목표로 삼았다. 한편 옥타비아누스는 안토니우스를 지원한다는 명목으로 2,000명의 군대를 이끌고 아테네로 향했다. 이는 그의 군사적 손실에 대해 안토니우스가 당황하도록 하기 위한 옥타비아누스의 계획이었을 가능성이 크다. 안토니우스는 그 군대를 받아들인 후 옥타비아누스에게 아테네 동쪽으로 이탈하지 말라고 말했다. 그와 클레오파트라는 안티오케이아로 함께 움직였으나, 갑작스럽게 이유를 설명하지 않은 채 군사 작전을 폐기하고 알렉산드리아로 돌아갔다. 옥타비아누스는 로마로 돌아왔을 때 그의 여동생을 안토니우스에게 부당하게 당한 피해자로 꾸며냈다. 그러나 그녀는 안토니우스의 집을 떠나는 것을 거절했고, 로마에 있는 옥타비아누스의 집으로 돌아갔다. 옥타비아누스는 서부에서 그의 정적을 제거하면서 자신감이 올라갔다. 이렇게 제거된 그의 라이벌에는 섹스투스 폼페이우스나 삼두정의 일원이었던 마르쿠스 아이밀리우스 레피두스가 있었다. 레피두스는 시칠리아 내전 이후 시칠리아에서 옥타비아누스에게 대항하여 반란을 일으켰다가 진압되고 가택에 연금되었다.
안토니우스는 기원전 34년, 자신의 사절로서 퀸투스 델리우스를 아르메니아의 아르타와스데스 2세에게 보냈다. 이는 아르메니아 왕의 딸과 안토니우스, 그리고 클레오파트라의 아들 헬리오스 간의 잠정적인 결혼 동맹에 관하여 협상하기 위함이었다. 협상이 결렬되자 안토니우스는 자신의 군대를 아르메니아로 진군시켜 아르메니아 군대를 패퇴시키고 왕과 그 가족들을 사로잡았다. 이들은 그 왕족이라는 지위에 걸맞게 황금 사슬에 묶인 채로, 포로로서 알렉산드리아로 압송되었다. 이후 안토니우스는 알렉산드리아에서 개선식을 흉내내어 열병식을 열었다. 그는 디오니소스처럼 차려입은 뒤 클레오파트라 여왕에게 아르메니아 왕족들을 포로로 선물하기 위해 도시로 행진해 들어갔다. 클레오파트라는 은으로 된 연단 위에 놓인 금으로 만든 왕좌에 앉아 있었다. 이 사건은 로마에서 강한 비판을 받았다. 이집트 여왕과 그 국민들이 로마의 유서 깊은 의식과 의례를 왜곡한 것은 아닐지라도, 그 자체로 불쾌했기 때문이다.
아르메니아 원정 승리를 기념하기 위해 김나시온에서 개최된 행사에서, 클레오파트라는 이시스로 분장했고 그녀가 왕중여왕이며 카이사리온이 왕중왕이라고 선포했다. 훗날 알렉산드리아의 봉헌이라는 이름으로 알려진 이 행사 중에, 그녀는 메디아인으로 분장한 알렉산드로스 헬리오스를 아르메니아, 메디아, 파르티아의 왕으로 선포했고, 마케도니아와 그리스의 지배자로 분장한 2살이었던 프톨레마이오스 호 필라델포스를 시리아와 킬리키아의 왕으로 선포했다. 클레오파트라 셀레네 2세 또한 크레타와 키레네를 받았다. 이 당시 제작된 1차 사료들의 논쟁적, 모순적, 그리고 단편적인 특성들을 고려하면 클레오파트라와 안토니우스가 이 행사에서 공식적으로 혼인했는지, 또는 이들이 정말로 결혼을 한 것인지는 확실하지 않다. 그러나 안토니우스와 클레오파트라가 새겨진 동전들은 이들을 전형적인 헬레니즘식 왕실 부부의 형식으로 묘사하고 있다. 안토니우스는 이후 로마에 정복한 영토의 소유권에 관한 승인을 요청하는 보고를 보냈고 옥타비아누스는 선전을 위해 이 보고를 공표하고 싶어했으나 안토니우스의 지지자였던 두 집정관들이 대중에게 보고가 공개되는 것을 검열했다.
알렉산드리아 봉헌이 있은 후 기원전 34년 후기에 안토니우스와 옥타비아누스는 몇 년 동안 지속될 열렬한 선전전에 돌입했다. 안토니우스는 옥타비아누스가 불법으로 레피두스를 3두정치에서 물러나게 했고 이탈리아에서 군대를 양성하는 것을 금지했다고 주장했다. 옥타비아누스는 아르메니아 왕을 불법적으로 구금하고 그의 누나 옥타비아와 결혼한 상태였음에도 불구하고 클레오파트라와 결혼했으며 옥타비아누스가 아닌 카이사리온을 카이사르의 후계자로 선언한 것으로 안토니우스를 기소했다. 이 선전전에서 길게 이어진 기소들과 이에 대한 이야깃거리들은 아우구스투스 시기 문학부터 현대 대중매체에서 묘사되는 클레오파트라에 관한 통념을 만들었다.

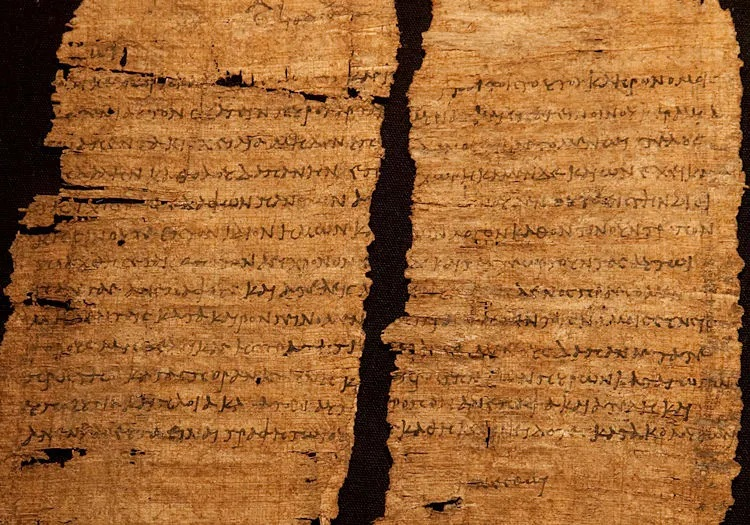
기원전 33년 2월에 만들어진 군사령관 푸블리우스 카니디우스 크라수스에게 이집트에서의 면세권을 부여한다는 내용이 적힌 파피루스. 문서 하단에 클레오파트라가 적은 "그것이 일어날 것이다(γινέσθωι)"라는 문장이 적혀 있다.

사치스러운 생활과 호화로움으로 단순했던 안토니우스를 타락시켰다는 일반적인 비판 외에 클레오파트라는 일부 로마인 저자들로부터 마법에 의존한 치명적인 마녀라는 평가를 받았다. 그녀는 안토니우스를 포함해 많은 사람들을 독살시키려는 생각으로 장난을 쳤을 뿐만 아니라 로마를 정복하고 처벌하려는 의도를 가지고 있었다. 그녀는 문명의 질서를 무너뜨리는데 있어 호메로스가 묘사한 트로이의 헬레네만큼이나 위험한 여자였다. 안토니우스는 일반적으로 클레오파트라의 주문에 세뇌되어 판단력을 잃어버린 것으로 여겨졌다. 안토니우스의 지지자들은 옥타비아누스의 거칠고 난잡한 성생활에 관한 이야기들로 앞의 이야기들을 반박했고 양측의 인물들이 외설적이다라고 비방하는 낙서들이 등장했다. 클레오파트라는 로마는 처벌을 받을 것이고 여왕이 이끄는 황금시대에는 평화와 화해가 도래할 것이라는 시불라 신탁을 들었다고 주장했다. 호라티우스의 《풍자시》에 기록된 루키우스 무나티우스 플란쿠스의 기록에 의하면 클레오파트라는 하루 저녁에만 250만 드라크마를 소진할 수 있는가를 두고 내기를 했고 저녁파티에서 자신의 귀걸이에 있는 진주를 꺼내 식초에 그것을 넣어 분해시킴으로써 내기에서 이겼다고 한다. 안토니우스가 알렉산드리아 도서관의 장서들을 보충하기 위해 페르가몬 도서관의 장서들을 훔쳤다는 기소는 가이우스 칼비시우스 사비누스의 날조된 기소로 판명되었다. 그는 당시 옥타비아누스의 편에 서서 안토니우스를 비방하는 소문을 퍼뜨렸던 인물들 중 한 명이었을 것이라고 파악되고 있다.
기원전 33년 2월에 작성된 파피루스 문서에서는 의심할 여지 없는 클레오파트라의 서명 필적이 쓰여 있다. 해당 파피루스는 로마의 집정관들 중 한 명이자 안토니우스의 측근으로 악티움에서 육군을 지휘했던 푸블리우스 카니디우스 크라수스(또는 퀸투스 카이킬리우스)에게 이집트에서의 면세권을 부여한다는 내용을 담고 있다. 해당 파피루스의 아래에는 본문과는 다른 필기체로 "그것이 일어날 것이다(고대 그리스어: γινέσθωι)"라고 적혀 있는데, 이는 문서 위조를 예방하기 위해 프톨레마이오스 왕조의 관습에 따라 클레오파트라 자신이 문서에 작성한 친필 부서로 파악되고 있다.

## 악티움 해전

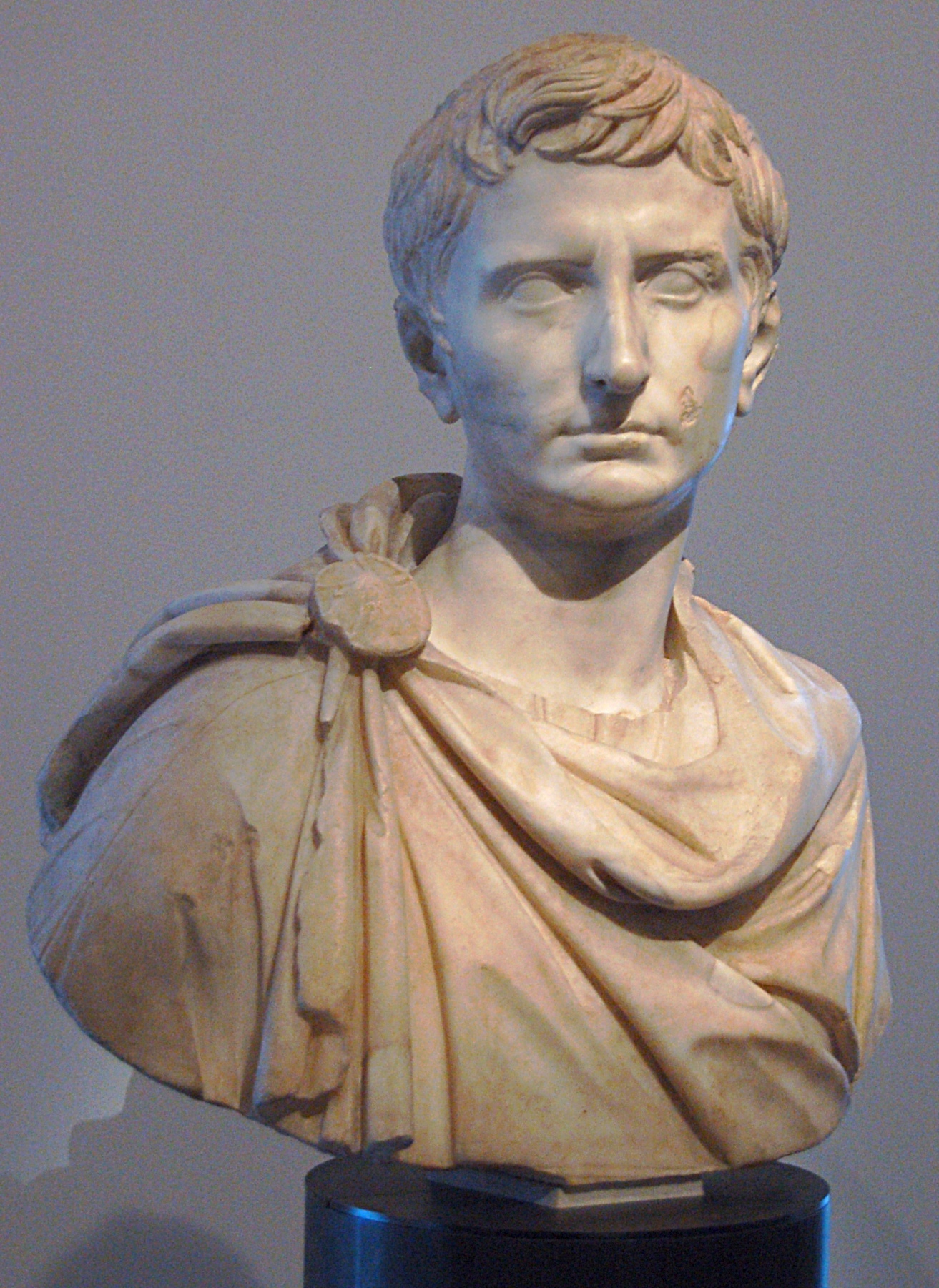
소 옥타비아누스로 묘사된 아우구스투스의 흉상, 약 BC 30년에 제작

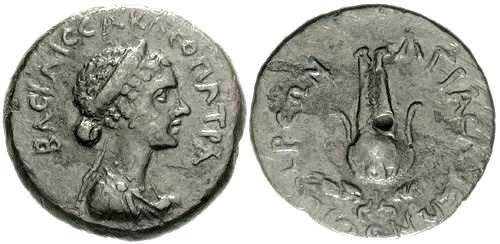
기원전 32/31년에 주조된 다이아뎀을 쓴 클레오파트라의 모습이 새겨진 헤미오볼

기원전 33년 1월 1일, 옥타비아누스는 로마 원로원에서 행한 연설에서 안토니우스가 노예로서 동양의 여왕에게 로마의 자유와 권위를 전복하려 한다고 비난했다. 안토니우스와 옥타비아누스의 합종연횡이 기원전 33년 12월 31일에 만료되기 전에, 안토니우스는 옥타비아누스를 깎아내리려는 시도로 카이사리온을 율리우스 카이사르의 진정한 후계자로 선언했다. 기원전 32년 1월 1일, 안토니우스 측 지지자였던 가이우스 소시우스와 그나이우스 도미티우스 아헤노바르부스가 집정관으로 선출되었다. 기원전 32년 2월 1일 소시우스는 이제 더 이상 공직이 없는 일개 시민이 된 옥타비아누스를 비난하는 맹렬한 연설을 퍼부었고, 그에게 좋지 못한 여러 법안을 제출하였다. 다음 상원 회의가 있었을 때, 옥타비아누스는 무장한 인원들과 함께 상원으로 들어가 집정관들을 고발하였다. 다음 날, 이 행동에 겁을 먹었던 안토니우스 편의 집정관과 200명 이상의 상원의원들은 로마를 떠나 안토니우스 측에 합류했다. 안토니우스는 이를 받아들여 자신만의 로마 상원을 설립하는 데에 이른다. 안토니우스는 여전히 군대에서 높은 직책을 맡고 있었고 명성 역시 거의 손상되지 않은 상태였지만, 안토니우스는 여전히 근본적으로는 클레오파트라의 군사 지원에 의존하고 있었다. 안토니우스와 클레오파트라는 기원전 32년 에페수스로 함께 여행을 떠났는데, 이곳에서 클레오파트라는 자신이 동원할 수 있었던 총 800척의 해군 선박 중 200척을 안토니우스에게 원조하였다.
옥타비아누스의 선전이 로마 대중들에게 퍼질 것을 우려한 도미티우스 아헤노바르부스(라틴어: Domitius Ahenobarbus)는 안토니우스에게 옥타비아누스에 대한 군사 작전에서 클레오파트라를 배제할 것을 설득했다. 푸블리우스 카니디우스 크라수스는 클레오파트라가 전쟁 자금을 지원하고 있으며 통치 기간이 길기 때문에 그녀가 안토니우스가 자신의 편으로 끌어드린 다른 남성 군주들보다 뒤쳐지는 부분이 없다고 반론했다. 클레오파트라는 옥타비아누스를 그리스에서 막는 것이 이집트 본토에서 그를 막는 것을 더 쉽게 만들 것이라 생각해 이집트로 돌아가라는 안토니우스의 요청을 거절했다. 클레오파트라가 그리스에서의 전쟁에 관여하겠다고 완강한 태도를 보인 것은 도미티우스 아헤노바르부스와 루키우스 무나티우스 플란쿠스와 같은 저명한 로마인들이 안토니우스에 대한 지지를 철회하게 되는 것으로 이어졌다.
기원전 32년 봄, 안토니우스와 클레오파트라는 사모스섬과 아테네로 여행을 떠났고 클레오파트라는 표면적으로 환영받았다. 클레오파트라는 소 옥타비아에게 공식 이혼 선언을 보내라고 안토니우스를 설득했다. 이것은 루키우스 무나티우스 플란쿠스가 옥타비아누스에게 안토니우스가 베스타 신녀들에게 넘긴 그의 유언장을 옥타비아누스가 입수해야 한다고 조언하는 계기가 되었다. 비록 이것이 종교적 관습과 로마법을 어기는 행위였음에도 불구하고 옥타비아누스는 베스타 신전에서 유언장을 강제적으로 취득했고 이것은 옥타비아누스가 안토니우스와 클레오파트라 연합에 대한 선전에 활용할 좋은 수단이 되었다. 옥타비아누스는 유언장의 일부 문구들을 로마 시민들에게 공개적으로 낭독하면서 카이사리온이 율리우스 카이사르의 후계자이며 알렉산드리아 봉헌은 합법이고 안토니우스가 클레오파트라와 함께 로마가 아닌 이집트에 묻힐 것이고 알렉산드리아가 로마 공화국의 새로운 수도가 될 것이라는 내용들을 강조했다. 로마에 대한 충성심을 보여주기 위한 요소로 옥타비아누스는 캄푸스 마르티우스에 자신의 마우솔레움을 건설하기로 결정했다. 그의 법적 지위는 그가 기원전 31년 집정관에 선출되어 공적 업무를 담당하게 되면서 향상되었다. 안토니우스의 유언장을 공개하면서 옥타비아누스는 전쟁 명분을 이용해 로마가 안토니우스가 아닌 클레오파트라에게 선전포고를 하도록 만들었다. 학자들은 옥타비아누스가 클레오파트라에게 선전포고를 한 것은 로마 시민인 안토니우스에게 선전포고를 할 경우 시민들이 이전에 있었던 내전들을 생각해 자신에 대한 정치적 지지를 거둘 것이라고 옥타비아누스가 판단했기 때문이라고 설명한다. 선전포고의 법적 명분은 클레오파트라가 안토니우스와 그들의 자녀들이 통치하던 과거 로마 영토들을 자신의 영토로 획득했다는 것이 아닌 그녀가 안토니우스가 삼두정이 만료되어 민간인이 되었음에도 불구하고 그에게 군사적 지원을 했다는 것이었다. 옥타비아누스에게는 클레오파트라의 아버지 프톨레마이오스 12세 아울레테스가 율리우스 카이사르에게 진 막대한 빚을 거두겠다는 경제적 동기가 더 있었다. 아울레테스가 진 빚은 클레오파트라에게 넘어갔고 카이사르의 후계자인 옥타비아누스가 빚에 대한 청구권을 가지고 있었다.
안토니우스와 클레오파트라는 옥타비아누스의 80,000명의 병사와 약 200척의 배보다 더 많은 100,000명의 병력과 800척의 배를 가지고 있었다. 그러나 옥타비아누스의 선원들이 잘 훈련된 전문 선원들이었음에 반해 안토니우스와 클레오파트라의 선원들은 잘 훈련된 선원들이 아니었고 일부는 상선 출신 선원들이었다. 안토니우스는 아드리아해를 건너 타렌툼이나 브룬디시움에서 옥타비아누스를 막고 싶어했으나 이집트 방어를 더 고려했던 클레오파트라는 이탈리아를 직접 공격한다는 결정을 포기하게 했다. 안토니우스와 클레오파트라는 그리스의 파트라이에 겨울 사령부를 설치했고 기원전 31년 봄에 암브라키코스만 남쪽에 있는 악티움으로 이동했다. 클레오파트라는 옥타비아누스가 그리스 연안을 따라 이집트로 함대를 이동하려고 할 경우 함대의 움직임을 악티움에서 파악할 수 있기 때문에 악티움을 이집트를 방어할 전략적 요충지로 삼았다.
클레오파트라와 안토니우스는 다양한 왕들의 지지를 받았다. 한편 안토니우스의 지지자였던 헤로데 1세는 과거 클레오파트라와 분쟁을 겪었었고 유대 왕국에서 지진이 발생해 피해를 수습하느라 안토니우스와 클레오파트라를 지원하러 악티움에 가지 못했다. 그들은 전략적으로 이점을 얻을 수 있었던 나바테아 왕국의 말리쿠스 1세의 지지 또한 잃었다. 기원전 31년 여름 안토니우스와 클레오파트라는 악티움에서 있었던 옥타비아누스와의 소규모 접전들에서 거듭 패배했다. 안토니우스의 오랜 전우 퀸투스 델리우스를 포함해 안토니우스의 변절자들은 계속 발생했다. 갈라티아의 아민타스, 파플라고니아의 데이오타로스 등 과거 안토니우스의 편에 섰던 왕들도 옥타비아누스의 편으로 넘어가기 시작했다. 안토니우스의 측근들이 해전을 버리고 옥타비아누스를 그리스 내륙에서 맞이하자고 조언했지만 클레오파트라는 옥타비아누스의 함대를 이집트로부터 멀어지게 하기 위해 해전을 하자고 주장했다.

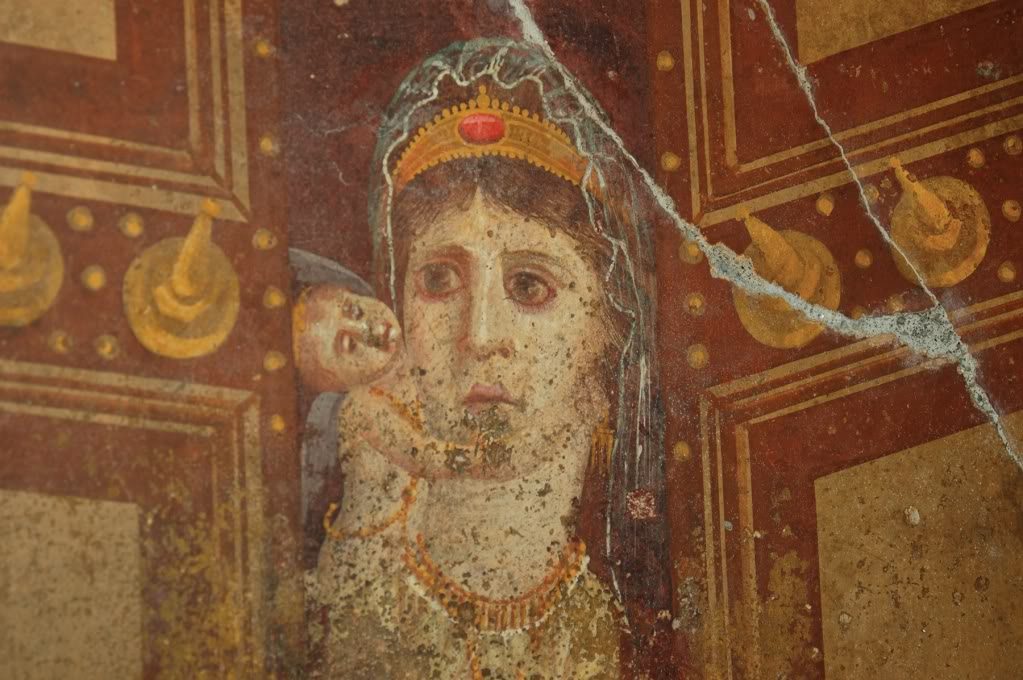
폼페이에 있는 마르쿠스 파비우스 루푸스의 집에 그려진 클레오파트라를 베누스 게네트릭스로, 카이사리온을 큐피드로 묘사한 폼페이양식 그림, 기원전 1세기 중엽 제작

기원전 31년 9월 2일 마르쿠스 빕사니우스 아그리파가 이끄는 옥타비아누스의 해군이 안토니우스와 클레오파트라 연합 함대와 충돌하면서 악티움 해전이 발발했다. 클레오파트라는 기함 안토니아스(라틴어: Antonias)에 승선해서 함대의 후방이자 암브라키코스만의 입구에서 60척을 지휘했다. 이것은 안토니우스의 군단장들이 전투 도중에 클레오파트라가 군사 지휘에 간섭하는 것을 막기 위해 행한 조치일 가능성이 있다. 안토니우스는 적을 추격하거나 도망치기 유리하도록 모든 배들에 돛을 달라고 명령했다. 악티움 해전보다 이집트 방어에 더 관심이 많았던 클레오파트라는 바람을 타고 해전의 주요 전장을 지나 펠로폰네소스반도로 전략적 후퇴했다. 버스타인은 이 행동을 두고 편파적인 로마의 역사가들은 해전 이후 클레오파트라를 비난하기 위해 이 행동을 클레오파트라가 비겁하게 안토니우스를 배신하기 위해 벌인 것이라고 기록했지만 원래 의도는 옥타비아누스 함대의 악티움 봉쇄를 뚫으면서 동시에 최대한 많은 함대를 보전하기 위한 계획에서 나온 것일 수 있다고 설명했다. 안토니우스는 보라색 돛을 한 클레오파트라의 배에 올라탔고 둘은 전장을 탈출해 타이나론으로 이동했다. 안토니우스는 타이나론에서 기다리던 시중들이 안토니우스에게 클레오파트라와 대화를 해보라고 충고하기 전까지 3일간의 항해에서 클레오파트라를 피해다녔다. 악티움 해전은 클레오파트라와 안토니우스 없이 9월 3일 아침까지 계속되었고 안토니우스 휘하 군단장, 병사, 동맹국 군주들의 대규모 탈영 및 투항이 있었다.

## 패망과 죽음

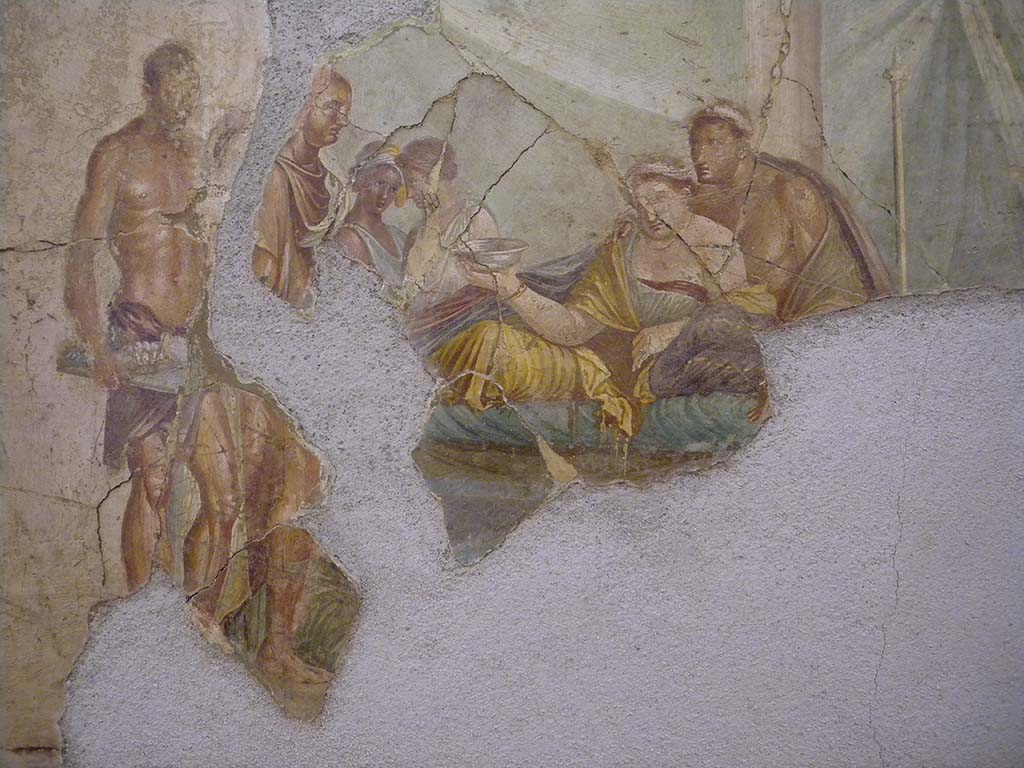
폼페이의 기우세페 2세(Giuseppe II)의 집에 그려진 다이아뎀을 쓴 클레오파트라가 독극물을 마셔 자결하는 모습과 다이아뎀을 쓴 카이사리온이 클레오파트라의 뒤에 서있는 모습을 담은 것으로 추정되는 회화, 기원후 1세기 초 제작

옥타비아누스가 아테네를 점령하자 안토니우스와 클레오파트라는 이집트의 파라이토니온에 상륙했다. 둘은 각각 다른 길로 나아갔다. 안토니우스는 더 많은 수의 군대를 육성하기 위해 키레네로 향했다. 클레오파트라는 그리스에서 승리했다고 거짓으로 밝히기 위해 알렉산드리아의 항구로 항해했다. 이 시기에 클레오파트라가 재정상의 어려움을 겪었는지는 기록이 상충해 명확히 파악하기 불명확하다. 그녀가 군사 지출을 감당하기 위해 사원을 약탈했다는 등의 기록은 옥타비아누스 측의 선전일 가능성이 높다. 또한 그녀가 실제로 아르메니아의 아르타와스데스 2세를 처형한 후 아트로파테네의 왕이었던 아르타와스데스 1세와 동맹을 맺기 위해 처형한 아르타와스데스 2세의 머리를 보냈는지 역시 불명확하다.
안토니우스에 의해 키레네의 속주 총독으로 임명되었던 루시우스 피나리우스는 안토니우스의 전령이 자신의 궁정에 도착하기 전, 이미 옥타비아누스가 악티움 해전에서 승리했다는 소식을 전해 들은 상태였다. 피나리우스는 안토니우스의 전령을 처형해 버린 뒤 옥타비아누스 측으로 전향해 안토니우스가 얻고자 했던 휘하 4개의 군단을 옥타비아누스에게 넘겨 주었다. 이 소식을 알게 된 안토니우스는 거의 자결 직전까지 갔으나 참모들이 자결을 막았다. 알렉산드리아에서 안토니우스는 은둔하기 위한 오두막을 파로스 섬에 지었다. 그는 이 오두막에 "티모네이온(라틴어: Timoneion)"이라는 별칭을 붙였다. 이 이름은 냉소주의와 염세주의로 유명했던 철학자인 아테네의 티몬에서 따온 것이다. 악티움 해전 이후 안토니우스에게 클레오파트라를 배신해야 한다고 개인적으로 조언했던 헤로데 1세는 로도스섬에서 옥타비아누스를 만나 자신의 왕위를 포기한다고 밝혔다. 이는 안토니우스에 대한 충성심에서 비롯된 것이었다. 헤로데 1세의 언변과 충심에 감명을 받은 옥타비아누스는 헤로데 1세가 유대에서 그의 지위를 유지할 수 있도록 허락했다. 이로 인해 안토니우스와 클레오파트라는 더욱 고립되게 되었다.
클레오파트라는 그녀의 아들 카이사리온에게 이집트 왕위를 넘겨주려고 준비하던 기원전 31년 늦여름부터 안토니우스를 골칫거리로 여겼을 가능성이 있다. 로마에게 적대적 존재로 인식되었던 그녀는 왕위를 카이사리온에게 물려주고 그녀의 함대와 함께 지중해에서 홍해로 이동한 뒤 인도를 포함한 이집트 외부의 항구로 이동해 회복의 기회를 도모했을 것이다. 그러나 나바테아 왕국의 말리쿠스 1세가 그녀가 촉발시킨 자신과 헤로데 1세와의 전쟁에서 패배한 것에 대한 복수로 옥타비아누스의 편이었던 시리아 총독 퀸투스 디디우스의 조언대로 그녀의 함대를 불태워버리면서 이러한 계획은 실패했다. 클레오파트라는 이집트를 탈출할 수 없었고 이집트에서 옥타비아누스와 협상을 진행해야만 했다. 옥타비아누스의 지지자들의 선전일 가능성이 높지만 클레오파트라는 이 시기에 죄수들과 자신의 시중들에게도 다양한 독들의 효력을 실험하기 시작했다고 기록되어 있다.

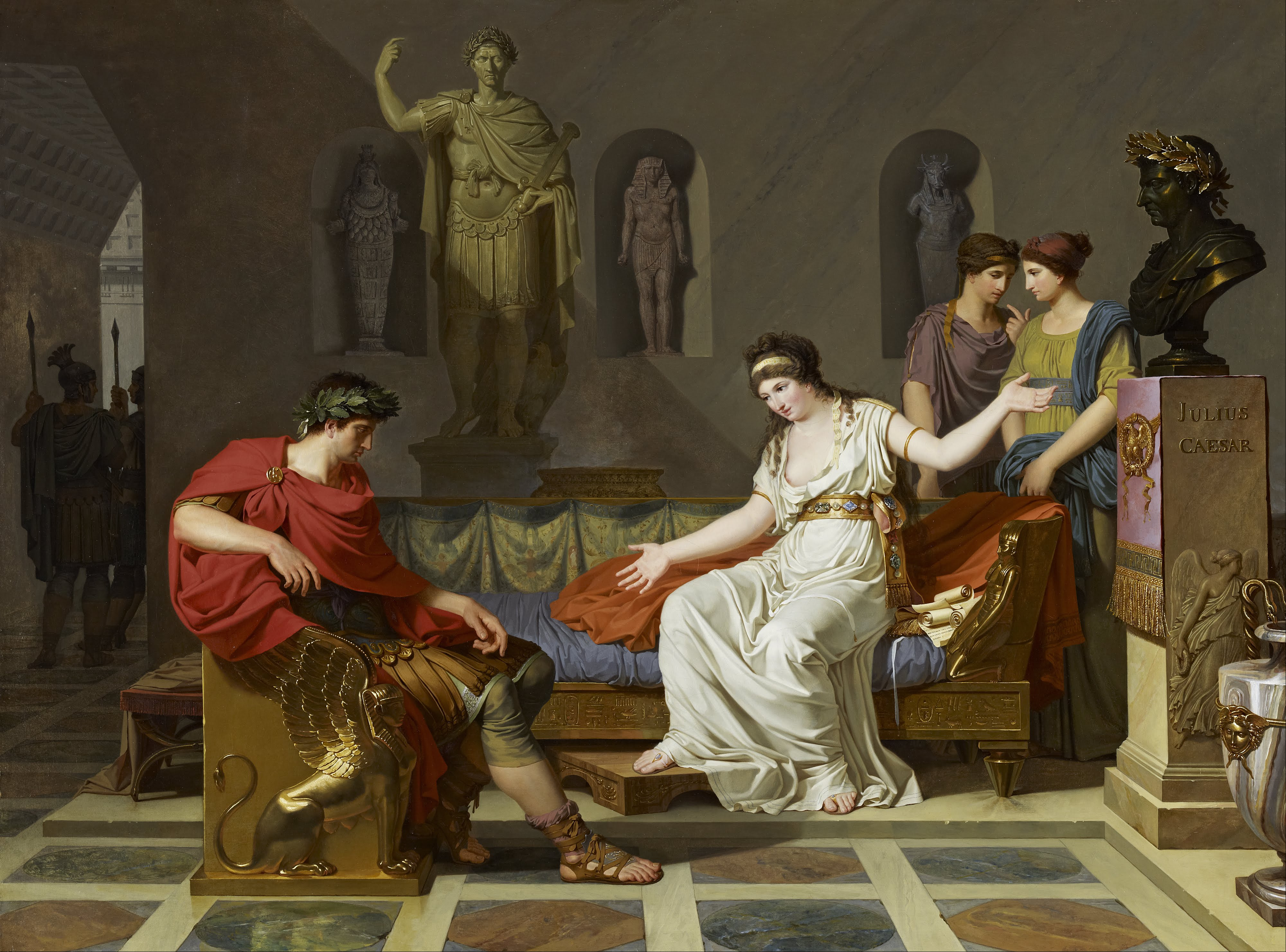
루이 고피에가 그린 클레오파트라와 옥타비아누스, 1787년 작

귀도 카냐치가 그린 클레오파트라의 죽음, 1658년 작

클레오파트라는 카이사리온을 에페보스(군대 훈련을 받는 청소년)로 진급시켰다. 이것은 기원전 31년 9월 21일 콥토스의 석주에 새겨진 부조와 더불어 그녀가 카이사리온을 이집트의 왕으로 만들 준비를 하고 있었다는 것을 보여준다. 안토니우스는 연대의 의미로 풀비아와의 사이에서 태어난 아들 마르쿠스 안토니우스 안틸루스를 동시에 에페보스로 진급시켰다. 안토니우스와 클레오파트라는 로도스섬에 주둔하고 있던 옥타비아누스에게 전령과 연락들을 각각 보냈지만 옥타비아누스는 클레오파트라에게만 답변을 한 것으로 추정된다. 클레오파트라는 옥타비아누스에게 그녀의 아이들이 이집트를 상속받고 안토니우스가 이집트에서 망명 생활을 할 수 있도록 허락해달라고 요청했다. 그녀는 옥타비아누스에게 황금 홀, 왕관과 왕좌를 선물로 바쳤고 나중에 돈을 추가로 바치겠다고 제안했다. 옥타비아누스는 클레오파트라가 분신자살을 한 후 이미 건설중인 그녀의 무덤에 자신의 모든 보물들을 묻어버리겠다고 협박하자 그의 사절 티르소스(라틴어: Thyrsos)를 그녀에게 보냈다. 티르소스는 클레오파트라에게 목숨을 보전하기 위해서는 안토니우스를 죽이라고 조언했다. 그러나 안토니우스는 그에게서 불결한 의도를 의심하고 그를 매질한 후 옥타비아누스에게 되돌려보냈다. 옥타비아누스의 입장에서 마르쿠스 아이밀리우스 레피두스는 가택 연금형을 받고 있었기 때문에 신변을 보장할 수 있었다. 그러나 안토니우스는 제거대상이었고 자신 외에 율리우스 카이사르의 계승자 자격을 갖춘 카이사리온 또한 신뢰할 수 있는 인물은 아니었다.

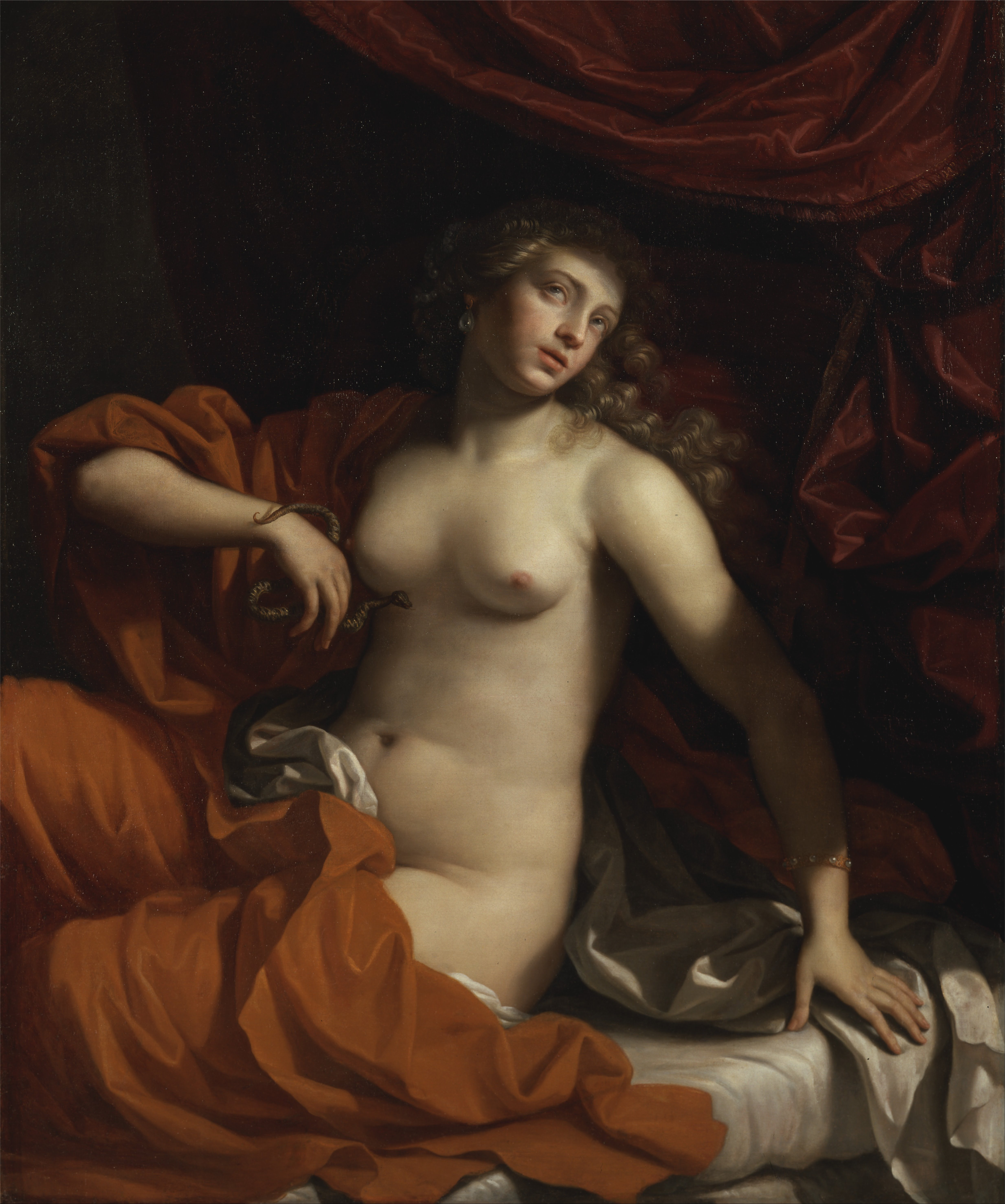
베네데토 젠나리가 그린 클레오파트라, 1674–1675년 작

최종적으로 어떠한 결과도 얻지 못한 긴 협상 끝에 옥타비아누스는 기원전 30년 봄에 프톨레마이오스 왕국을 침공했다. 그는 그를 환대하고 그의 군대의 보급을 해결해 준 그의 새로운 동료 헤로데 1세를 만나기 위해 페니키아의 프톨레마이스로 이동했다. 옥타비아누스는 남쪽으로 이동해 펠루시온을 점령했고 가이우스 코르넬리우스 갈루스는 키레네에서 동쪽으로 진군해 파라이토니온 근처에서 안토니우스의 군대를 격퇴했다. 옥타비아누스는 알렉산드리아로 진격했다. 안토니우스는 복귀해 도시의 히포드롬 밖에서 지친 옥타비아누스의 군대를 격파했다. 그러나 기원전 30년 8월 1일 안토니우스의 해군 함대가 옥타비아누스에게 항복했고 기병대 또한 옥타비아누스에게 항복했다. 클레오파트라는 그녀의 측근들과 함께 그녀의 무덤에 숨었고 안토니우스에게 자신이 자결했다는 내용의 서신을 보냈다. 서신을 받고 절망에 빠진 안토니우스는 자신의 복부를 칼로 찔러 53세의 나이에 자결했다. 그러나 플루타르코스에 의하면 안토니우스는 클레오파트라의 무덤으로 이송되었을 때 아직 살아있는 상태였다고 한다. 플루타르코스는 그녀에게 안토니우스는 동료 로마인들의 결투에서 명예롭게 죽었고 옥타비아누스의 측근 가이우스 프로쿨레이우스(라틴어: Gaius Proculeius)가 믿을 수 있는 인물이라고 말했다. 그러나 프로쿨레이우스는 사다리를 이용해 그녀의 무덤으로 들어왔고 그녀가 보물들과 함께 무덤에서 자결할 수 없도록 무덤에 감금했다. 클레오파트라는 알렉산드리아 왕궁으로 호송되기 전 그녀의 무덤 안에 안토니우스의 시신을 보존처리하고 매장하는 것을 허락받았다.
옥타비아누스는 알렉산드리아에 입성해 김나지움에서 화해의 연설을 했고 이후 왕궁에 거처를 정한 뒤 클레오파트라의 세 아이들의 신변을 확보했다. 옥타비아누스가 클레오파트라를 만났을 때 클레오파트라는 단정치 않은 모습을 하고 있었지만 평정심과 고전적인 매력을 유지하고 있었다. 티투스 리비우스에 의하면 그녀는 그에게 직설적으로 "나는 개선행렬에 끌려나가지 않겠다.(고대 그리스어: οὑ θριαμβεύσομαι)"라고 말했는데, 이것은 역사서에 기록된 그녀의 아주 적은 실제 발언들 중 하나이다. 옥타비아누스는 애매하게 자신이 그녀의 삶을 보장하겠다고 약속했지만 어떠한 계획이 세워졌는지는 말해주지 않았다. 클레오파트라는 그녀의 첩자를 통해 3일 뒤 옥타비아누스가 자신과 자신의 아이들을 로마로 이송하려고 한다는 것을 들은 후 자결을 준비했다. 그녀는 그녀의 누이 아르시노에 4세처럼 개선행렬에 끌려나가 로마인들에게 구경거리가 되는 것을 원하지 않았다. 기원전 30년 8월 39살이었던 클레오파트라의 자결이 그녀의 왕궁에서 일어났는지, 아니면 그녀의 무덤에서 일어났는지는 확실하지 않다. 고대의 사가들은 그녀의 시중 에리아스와 카르마 또한 그녀를 따라 스스로 목숨을 끊었다고 기록했다. 옥타비아누스는 클레오파트라의 자결 소식을 듣고 분노했지만 그녀를 그녀의 무덤에 먼저 묻힌 안토니우스 옆에 묻어주었다. 클레오파트라의 주치의 올림포스(라틴어: Olympos)는 그녀의 죽음 방법에 관해 아무런 말도 하지 않았다. 그녀의 죽음 방법에 관해서는 그녀가 이집트코브라를 포함한 독사가 자신을 물도록 유도했다는 것이 대중적으로 널리 알려져 있다. 플루타르코스는 독사 공격설을 언급하면서도 그녀가 자신의 몸에 상처를 내서 독을 주입하는 도구를 사용했다고 설명한다. 카시우스 디오는 그녀가 바늘로 독을 몸에 주입했다고 주장하며 스트라본은 독 연고를 몸에 발랐다고 주장한다. 어떠한 독사도 그녀의 몸에서 발견되지 않았으나 그녀의 몸에는 바늘로 낸 것으로 추정되는 작은 구멍 상처들이 있었다.

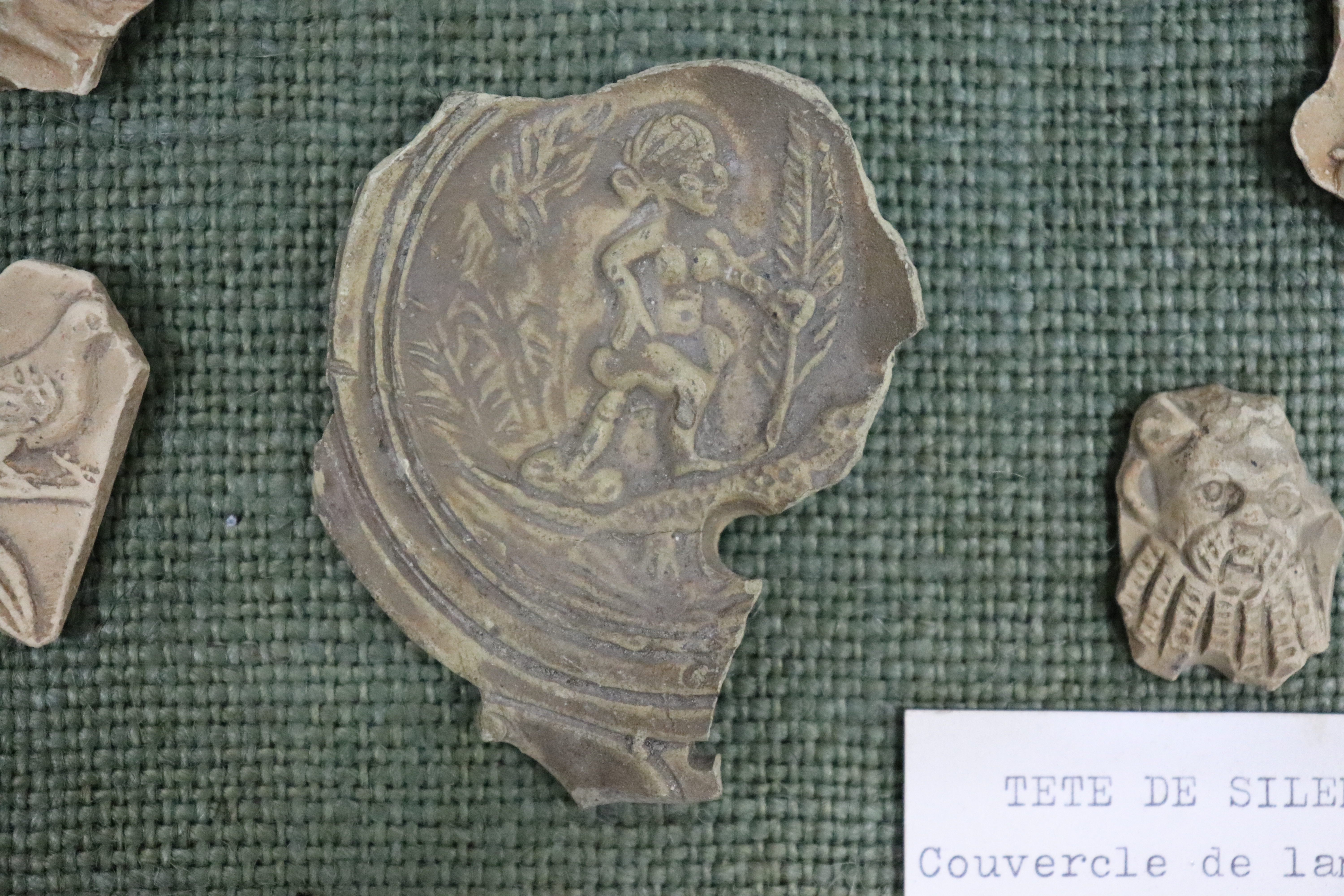
다이아뎀을 쓴 나체의 클레오파트라가 남근 위에 앉은 채 나일악어를 타고 있는 부조가 새겨진 로마 기름 등잔 조각, 디 박물관 소장

자신의 왕국을 오래 보전하고 싶어했던 클레오파트라는 최후의 순간에 카이사리온을 누비아, 에티오피아, 인도로 피신시킬 계획을 도모하기 위해 그를 상이집트로 보내기로 결정했다. 프톨레마이오스 15세가 된 16살의 카이사리온은 기원전 30년 8월 29일 옥타비아누스가 그의 처형을 명령하기까지 약 18일 동안 이집트의 왕을 역임했다. 그는 옥타비아누스가 자신의 왕위를 인정해줄 것으로 착각해 알렉산드리아로 복귀했다. 옥타비아누스는 처음에 카이사리온을 죽이는 것을 주저했으나 알렉산드리아의 철학자이자 옥타비아누스의 스승 아레이오스 디디모스가 그에게 세상에는 카이사르가 단 한 명만 있어야 한다고 조언해 카이사리온을 죽이기로 결정했다. 클레오파트라와 카이사리온이 죽으며 프톨레마이오스 왕국은 멸망했고 이집트 지역은 아이깁투스라는 이름으로 8월 31일 로마의 속주로 병합되었다. 프톨레마이오스 왕국의 멸망은 기원전 336년부터 323년까지 마케도니아 왕국을 통치한 알렉산드로스 대왕의 즉위로 인해 시작된 헬레니즘 문명의 멸망 또한 의미했다.
기원전 27년 1월, 옥타비아누스는 '아우구스투스(존엄한 자)'라는 칭호를 받았고 관습법을 개혁해 로마 제국의 원수정을 시작하며 첫 번째 로마 황제가 되었다. 로마의 황제들은 이집트의 파라오를 겸하게 되었지만 프톨레마이오스 왕조의 왕들과는 달리 이집트에 거주하지 않았다. 아우구스투스는 이집트 양식의 대관식을 진행하거나 아피스 황소를 숭배하는 이집트의 왕실 의식과 거리를 두었다. 그러나 그는 이집트 사원들에서 고대 이집트의 신들에게 제사를 바치는 전형적인 파라오의 모습으로 묘사되어 있다. 다른 로마의 영토와는 달리 아우구스투스는 이집트를 자신이 직접 다스리는 영지로 두었다. 그는 로마 원로원이 이집트 문제에 개입하는 것을 차단했고 자신의 에퀴테스를 아이깁투스의 총독으로 임명했는데 첫번째 총독은 가이우스 코르넬리우스 갈루스였다.

## 클레오파트라 치하의 이집트
클레오파트라 치하의 이집트는 마케도니아 왕국의 전제군주제를 채택했다. 마케도니아 왕국의 전제군주제는 알렉산드로스 대왕 이전 북부 그리스의 마케도니아 왕국에서 존재했고, 알렉산드로스 대왕과 디아도코이들이 아케메네스 제국을 점령하고 점령지들에 이러한 지배체제를 전파했다. 고전기 그리스 (기원전 480년~기원전 336년)에는 민주주의부터 과두제까지 다양한 정치 체제들을 가진 폴리스들이 존재했다. 이러한 폴리스들은 헬레니즘 그리스(기원전 336년~기원전 146년)와 로마 시대 후반기까지 이러한 정치 체제를 유지했다. 이들은 안티고노스, 셀레우코스, 프톨레마이오스와 같은 헬레니즘 군주제들의 정치체들에 깊은 영향을 받았다. 프톨레마이오스 1세 소테르의 치세 초기에 프톨레마이오스 왕국은 셀레우코스 제국과 시리아 지역의 통치권을 두고 셀레우코스 제국과 시리아 전쟁을 벌였다. 클레오파트라의 왕국은 이집트에 기반을 두고 있었지만 그녀는 선조 프톨레마이오스 1세 소테르가 차지했었던 서아시아, 북아프리카, 지중해 분지를 점령하고 싶어했다.
클레오파트라는 명목상으로 그녀의 왕국에서 유일한 입법자였다. 클레오파트라가 안토니우스의 로마인 동료 퀸투스 카스켈리우스(라틴어: Quintus Cascellius)에게 면세권을 하사하는 파피루스에 의하면, 그녀는 그녀의 왕국 내 행정적 일에 직접적으로 관여되어 있었다. 알렉산드리아에 있는 무세이온과 알렉산드리아 도서관은 헬레니즘 세계의 고대 그리스의 학자들을 알렉산드리아로 모았고, 이들은 이집트에 살면서 면세의 혜택을 받았다. 클레오파트라는 그녀의 왕국의 대사제였으며 이집트 신화에서 묘사된 세상의 멸망을 막는 제사와 의례를 주관했다. 그리스 식민시들과 알렉산드리아와 같은 프톨레마이오스 왕조 도시들의 다문화주의를 고려하면, 클레오파트라는 고대 그리스의 신을 믿는 고대 그리스 종교의 제의를 주관해야 했다. 그리스인들이 정부 행정의 고위직을 차지했지만 이집트 고왕국 시기부터 존재했던 필경사들이 실무 행정을 주관했다. 비록 왕국 법정의 몇몇 법관들이 그녀와 프톨레마이오스 13세 테오스 필로파테르의 내전 당시 살해당하긴 했지만 많은 법관들이 그녀의 아버지의 치세 당시부터 계속 활동하고 있었다. 클레오파트라 정부 아래 봉사했던 20개 이상의 지역들의 지사들의 이름들이 파피루스 기록에 보존되어 있는데, 이들은 그리스인들과 이집트인들이었다.
그리스인들과 이집트인들이라는 두 개의 법적으로 규정된 신분이 프톨레마이오스 이집트의 사회를 나누고 있었다. 그리스인들은 알렉산드리아, 나우크라티스, 프톨레마이오스 헤르메이우의 도시국가들에 거주했다. 이 '폴리스'들에 거주하는 완전한 시민들은 이집트인 토착민들과의 혼인이 금지되었다. (이 폴리스들 외부에 거주하는 그리스인들은 이집트인들과 혼인이 가능했다.) 토착 이집트인들과 유대인들은 그들이 기존에 가지고 있던 문화와 관습을 버리고 그리스식 교육을 받고 그들의 신들을 그리스어로 부르고 그리스식 생활방식을 받아들이면 그리스인들로 규정될 수 있었다. 토착 이집트인들은 프톨레마이오스 2세 필라델포스의 치세에 이르러 프톨레마이오스 왕조의 군대에 복무하는 것에서 배제되었고, 빈자리는 클레루키아로 불리는 토지를 가진 그리스인들과 유대인들로 채워졌다. 기원전 3세기 후엽 프톨레마이오스 4세 필로파토르의 치세에 이르면 이들은 마케도니케 팔랑크스 병사들로 재도입되었다. 이집트로의 그리스 디아스포라가 기원전 2세기에 멈췄기 때문에 프톨레마이오스 왕조 이집트에 있는 그리스인들의 비율은 더 증가하지 않았다.
이집트의 대사제들이 프톨레마이오스 왕조의 파라오들에 대적할 만한 부를 소유한 지주들이었음에도 불구하고 프톨레마이오스 왕조의 군주들은 법적으로 이집트의 모든 땅을 자신의 재산으로 가지고 있었다. 사실상 이집트 경제의 모든 부문은 알렉산드리아에 위치한 중앙 정부의 계획 아래 관리되었다. 프톨레마이오스 이집트의 대부분의 인구는 농업 경제에 주로 종사했다. 나일강의 연년 주기로 찾아오는 홍수는 작물의 이례적인 산출량을 이끌었고, 특히 밀, 보리, 올리브의 산출량에 큰 영향을 주었다. 이집트의 아주 풍요로운 흙 덕분에, 이집트의 식량은 많은 잉여분이 생기는 경우가 많았고 이러한 잉여 식량들은 지중해의 많은 제국들로 수출되었다. 프톨레마이오스 이집트의 지배자들은 수입물과 수출물에 많은 관세를 매겼고 다양한 상품들의 물가를 통제했으며, 고대 그리스의 주화에 높은 환율을 책정했고, 식물성 기름, 의류 제작 산업들을 국가가 독점했고, 농부들이 작물들의 농경 주기에 그들의 마을을 떠나지 못하게 강제했다. 그러나 클레오파트라를 포함해서 프톨레마이오스 파라오들이 가지고 있던 권위와 이러한 것들을 완벽히 실행하기 위한 세부 정책들의 효율성은 현실보다 이상에 가까웠다. 클레오파트라와 많은 전임자들은 그들의 집권 초기에 그들의 신민들이 그들을 착취하는 주지사들로 인한 광범위한 경제적 부패로 인해 정부에 지고 있는 사적 빚들을 모두 청산해야 할 필요성을 느끼고 있었다. 착취는 노동자들이 종종 국가가 그들의 요구를 충족시킬 때까지 진행된 총파업을 결성하도록 만들었다. 클레오파트라의 집권 초창기에, 주지사들은 기근과 가뭄기에 빈곤한 농민들에게 세금을 걷는 방식으로 이들을 착취했다. 클레오파트라는 이러한 포악한 조치를 축소시켰고 왕실 미곡창에 비축한 곡물을 분배하는 구휼 조치를 도입했다.

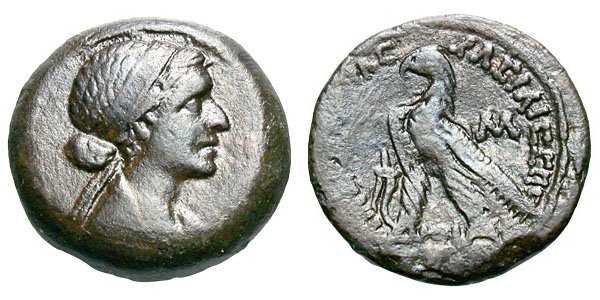
클레오파트라. 기원전 51년–30년, 40 드라크마, 알렉산드리아에서 주조; 앞면: 다이아뎀을 두른 클레오파트라의 흉상 부조; 뒷면: 벼락 위에 앉아있는 독수리와 함께 새겨진 명문 "ΒΑΣΙΛΙΣΣΗΣ ΚΛΕΟΠΑΤΡΑΣ(바실리세스 클레오파트라스)".

프톨레마이오스 12세와 클레오파트라는 금전 문제로 인해 프톨레마이오스 주화의 가치를 절하시켜야 했다. 클레오파트라의 재위 기간 당시에 주조된 금화는 알려져 있지 않고 프톨레마이오스 9세 라튀로스의 치세 이후부터 없어졌던 동화가 다시 사용되었으며 그녀의 집권 말기에 은본위제가 대략 40% 정도 절하되었다. 클레오파트라의 집권 당시 주조된 동전들은 알렉산드리아와 같은 이집트 지역을 포함해 키프로스, 안티오키아, 시리아의 다마스쿠스와 칼키스, 페니키아의 트리폴리, 유대의 아슈켈론, 리비아의 키레나이카 등 다양한 지역들에서 유입되었다. 현재 남아있는 클레오파트라의 재위 기간에 주조된 동전들에는 매년마다 만들어진 동전들이 포함되어있다. 그것들에는 일반적으로 그녀와 함께 있는 이시스의 모습이 새겨져 있다. 어떤 동전들은 그녀 이전 프톨레마이오스 이집트를 지배한 여왕 아르시노에 2세 당시 만들어진 동전들을 모방했다. 마르쿠스 안토니우스와 함께 주조한 동전들은 클레오파트라와 안토니우스가 새겨진 데나리우스를 포함하고 있는데, 이 화폐는 비로마인 여왕이 라틴어 문구가 새겨진 고대 로마의 화폐에 나타난 첫 화폐이다.
클레오파트라를 묘사한 다양한 고대 그레코로만 양식의 예술과 문학 작품들과 더불어 그녀의 유산은 그녀가 이집트에 주도적으로 건설한 고대 그리스 건축, 로마 건축, 고대 이집트 건축을 활용한 건축물들에 부분적으로 남아있다. 그녀는 알렉산드리아의 해안 지구 근처에 그녀의 정치적 동료 율리우스 카이사르에게 헌정하는 케사리온 신전을 건설했다. 신전의 입구 양 옆에는 200톤의 장밋빛 화강암 오벨리스크들이 세워져 있었으며 기원전 13/12년에 아우구스투스가 기념물들을 세웠다. 이들은 시간이 지나 클레오파트라의 바늘이라는 별명이 붙었고 19세기에 뉴욕과 런던으로 배치되었다. 클레오파트라는 이집트 유대인들에게 망명 허가를 갱신하고 카이사르의 친유대인 정책들에 맞춰 알렉산드리아에 시나고그를 건립했다. 도시는 그녀와 그녀의 동생 프톨레마이오스 13세와의 내전으로 인해 경기장과 알렉산드리아의 등대와 같은 많은 건축물들의 수리와 재건축이 필요했다. 루카누스가 클레오파트라가 왕궁을 보수했다고 언급하고 있음에도 불구하고 클레오파트라가 알렉산드리아의 도서관이나 왕궁에 대대적인 보수공사를 실시했는지는 확실하게 검증된 바가 없다. 클레오파트라는 알렉산드로스 대왕의 무덤처럼 궁전 구역에 자신의 무덤을 건설하는 공사를 시작했고 아우구스투스가 클레오파트라의 뒤를 이어 무덤 공사를 완공시켰다. 클레오파트라의 궁전과 무덤의 정확한 위치는 오늘날에도 알려져 있지 않지만 클레오파트라의 무덤은 아우구스투스 마우솔레움과 후대 로마 황제들의 무덤 양식에 영향을 주었을 것으로 파악되고 있다.
클레오파트라는 오늘날 이집트 케나 근처에 있는 덴데라 신전의 건축을 재개했다. 클레오파트라와 그녀의 아들 카이사리온이 공물을 하토르와 이히 신에게 바치는 부조들이 제작되었는데, 이는 이시스와 호루스에게 제물을 바치는 모습을 차용해 만들어진 것이다. 데이르 엘메디나에 있는 하토르-이시스 신전에서, 클레오파트라는 고대 그리스어와 민중문자가 동시에 적혀 있고 그녀가 몬수를, 카이사리온이 아문-라 신을 섬기는 모습이 새겨진 화강암 석주를 세웠다. 아르만트에 있는 몬수 사원은 아문-라로 묘사된 카이사르가 카이사리온의 탄생에 신성성을 부여하는 모습으로 개조되었다. 그 예로는 클레오파트라와 카이사리온의 카르투슈가 새겨진 거대한 기둥들이 있는 정교한 파사드와 키오스크가 있다. 그녀의 아버지 프톨레마이오스 12세 아울레테스에 의해 건축된 에드푸 신전의 필론 정면 입구에 클레오파트라는 카이사리온의 작은 조상을 수호하는 화강암 호루스 석상 2개를 세웠다.
프톨레마이오스 헤르메이우에 있는 이시스 여신에게 헌정된 사원의 건축은 클레오파트라의 주지사 칼리마코스가 감독하였다.

### 내용주
1. 1 2  시어도어 크레시 스키트는  Skeat 1953, 98–100쪽에서 역사적 기록들을 바탕으로 클레오파트라의 죽음이 기원전 30년 8월 12일에 일어났다고 계산했다. Burstein 2004, 31쪽도 클레오파트라의 사망일을 스키트와 동일한 날짜로 생각했지만 Dodson & Hilton 2004, 277쪽은 해당 날짜를 완전히 신뢰하지는 않고 8월 12일 전후로 일어났다고 주장한다. 그녀의 죽음이 기원전 30년 8월 10일에 일어났다고 주장하는 학자들에는 Roller 2010, 147–148쪽, Fletcher 2008, 3쪽, Anderson 2003, 56쪽이 있다.
2. 1 2  Grant 1972, 5–6쪽에서는 알렉산드로스 3세(기원전 336년~기원전 323년) 재위로 시작된 헬레니즘 문명이 기원전 30년 클레오파트라의 죽음으로 인해 끝났다고 기술하고 있다. 마이클 그랜트(영어판)는 헬레니즘 시대의 그리스는 동시대 고대 로마 관점에서는 고전기 그리스에 비해 쇠퇴해 가고 있다고 여겨졌다는 점을 강조했다. (이 관점은 현대 역사학까지 이어지고 있다.) 헬레니즘 시대의 이집트에 대해서 그랜트는 "그때까지 그녀의 조상들이 해왔던 것들을 모두 되돌아봤을 때 클레오파트라는 같은 실수를 하지 않았을 것으로 보인다. 그러나 그녀와 그녀의 동시대를 산 기원전 1세기의 사람들은 그들만의 또 다른 문제점을 가지고 있었다. (우리가 종종 클레오파트라의 시대에서 끝났다고 여기는) 헬레니즘 문명이 아직 조금이라도 존재한다고 말할 수 있을까? 혹은 로마 공화국이 절대적인 힘을 가지고 있는 지금 그 어떤 그리스의 시대가 존재한다고 말할 수 있을까? 이것들은 클레오파트라의 마음 속에서 항상 떠나지 않았던 질문들이었다. 하지만 그녀가 그리스의 세가 결코 아직 끝나지 않았다고 생각했다는 것과, 그 결과 클레오파트라가 그리스를 영속하게 하기 위해 모든 것을 했다는 사실은 꽤 확실하다."라고 언급했다.
3. ↑  보다 자세한 정보를 알고 싶다면 Grant 1972, 27–29쪽 참고.
4. ↑  보다 자세한 정보를 알고 싶다면 Grant 1972, 28–30쪽 참고.
5. 1 2  보다 자세한 정보를 알고 싶다면 Jones 2006, 31, 34–35쪽 참고. 
Fletcher 2008, 85–86쪽에서는 비록 클레오파트라가 죽음을 몇 달 후 기원전 51년 6월 30일에 로마 원로원에 알리는 등 죽음을 덮으려고 하긴 했지만, 기원전 51년 3월 7일에 발생한 부분일식이 프톨레마이오스 12세의 죽음과 클레오파트라의 즉위를 암시한다고 주장한다.
하지만 Grant 1972, 30쪽에서는 기원전 51년 8월 1일에 원로원이 죽음을 알게 됐다고 주장한다. 마이클 그랜트는 이맘때에 클레오파트라가 아버지의 죽음을 은폐하려 했을 가능성이 높다 하더라도, 기원전 51년 7월 15일에 프톨레마이오스 12세가 여전히 클레오파트라와 함께 통치하고 있었다고 고대 이집트 문헌이 입증하기 때문에 그가 5월까지는 살아 있었을 것이라고 말했다.
6. ↑  보다 자세한 정보를 알고 싶다면 Fletcher 2008, 88–92쪽, Jones 2006, 31, 34–35쪽 참고.
7. ↑  Pfrommer & Towne-Markus 2001, 34쪽에서 친척과의 결혼을 프톨레마이오스 왕조에 들여온 프톨레마이오스 2세와 아르시노에 2세의 근친상간 결혼에 대해 "마케도니아 왕국의 왕이 되고 싶었던 프톨레마이오스 케라우노스는... 아르시노에 앞에서 그녀의 자식을 죽였다. 왕국이 없어진 왕비인 아르시노에는 이집트로 도망쳐 남동생 프톨레마이오스 2세에게 환영을 받았다. 만족스럽진 않았지만 일생을 프톨레마이오스 궁중에서 손님으로 살기 위해, 그녀는 프톨레마이오스 2세의 아내를 상이집트로 추방시키고 약 기원전 275년에 그와 결혼했다. 이런 근친상간 결혼은 그리스인들이 가증스럽게 생각했지만, 이집트 관습에서는 용인되는 일이었다. 이런 이유로 이 결혼은 대중의 생각을 2가지로 갈라놓았다. 귀족은 제우스와 헤라의 신성한 결혼과 같이 둘을 축하했던 반면에, 나머지는 터무니없이 많은 비판을 거리낌 없이 했다. 가장 비판이 심했던 논평가 중 한 명인 독설가 시인은 알렉산드리아로부터 도망가야 했다. 운이 좋지 않은 그 시인은 프톨레마이오스 해군이 크레테 해변가에서 체포되어서, 철 바구니에 넣어져 익사했다. 이처럼 비슷한 일이 악성 비판을 점차 줄이는 듯했다."라고 언급했다.
8. ↑  보다 자세한 정보를 알고 싶다면, Fletcher 2008, 92–93쪽 참조
9. ↑  보다 자세한 정보를 알고 싶다면 Fletcher 2008, 96쪽과 Jones 2006, 39쪽 참조.
10. 1 2  추가적인 내용에 대해선 Fletcher 2008, 98쪽 그리고 Jones 2006, 39–43, 53–55쪽 참조.
11. ↑  추가적인 내용에 대해선 Fletcher 2008, 98–100쪽 그리고 Jones 2006, 53–55쪽 참조
12. ↑  추가적인 정보는 Burstein 2004, 18쪽과 Fletcher 2008, 101–103쪽 참고.
13. ↑  보다 자세한 정보를 알고 싶다면 Fletcher 2008, 113쪽 참고.
14. ↑  보다 자세한 정보를 알고 싶다면 Fletcher 2008, 118쪽 참고.
15. ↑  보다 자세한 정보를 알고 싶다면 Burstein 2004, xxi, 19쪽, Fletcher 2008, 118–119쪽 참고.
16. ↑  보다 자세한 정보를 알고 싶다면 Burstein 2004, 76쪽 참고.
17. ↑  추가 내용에 대해서는, Fletcher 2008, 119–120쪽 참조.
알렉산드리아 공방전 (기원전 47년) 때문에, Burstein 2004, 19쪽에서는 율리우스 카이사르의 지원 병력이 1월에 왔다고 했으나, Roller 2010, 63쪽에선 3월이라고 한다.
18. ↑  보다 자세한 정보를 알고 싶다면는, Fletcher 2008, 120쪽 참조.
19. ↑  보다 자세한 정보를 알고 싶다면, Fletcher 2008, 121쪽 참조. 
Roller 2010, 64–65쪽에서는 이 시기(기원전 47년)에 프톨레마이오스가 12살이라 하고, Burstein 2004, 19쪽에서는 겨우 10살에 불과했다고 한다.
20. ↑  추가적인 정보는 Fletcher 2008, 125쪽을 참고.
21. ↑  추가 정보를 보려면 Fletcher 2008, 154쪽과 Burstein 2004, xxi, 20, 64쪽을 참고하라.
22. ↑  Roller 2010, 70쪽에서는 율리우스 카이사르와 카이사리온의 혈통에 대해 "혈통 문제는 기원전 30년경 안토니우스와 옥타비아누스 사이에서 복잡하게 얽히게 되었다. 한쪽에서는 카이사르의 역할을 입증해야 하고, 다른 한쪽에서는 이를 거부해야 했다. 현재에 와서 카이사르의 실제 반응을 알아내는 것은 불가능하다. 현존하는 정보는 거의 모순된다. 카이사르는 자신의 유언장에서 혈통을 부인했으나 사적으로는 혈통을 인정하고 카이사리온이라는 이름을 쓰는 것도 허락했다고 알려져 있다. 심지어 카이사르의 동료였던 C. Oppius는 카이사리온이 카이사르의 자식이 아니라고 증명하는 팜플렛을 쓰기도 했고, 안토니우스의 장례식 이후 폭도들에 의해 살해된 시인 C. Helvius Cinna는 기원전 44년에 카이사르가 자식을 가지기 위해 원하는 만큼 많은 부인과 결혼할 수 있도록 하는 법안을 도입할 준비를 하고 있었다. 이러한 이야깃거리의 대부분은 카이사르 사후에 만들어졌지만, 카이사르 자신은 아이에 대해 최대한 침묵을 지키고자 했으나 클레오파트라의 거듭된 주장에 대항할 필요가 있었던 것으로 보인다."라고 언급했다.
23. ↑  추가 정보와 검증을 보려고 한다면 Jones 2006, xiv, 78쪽을 참고해라.
24. ↑  추가 정보는 Burstein 2004, 25쪽을 참고.
25. ↑  Fletcher 2008, 87쪽에서는 더 나아가 헤르쿨라네움의 그림에 대하여 "클레오파트라의 머리카락은 그녀의 기술 좋은 미용사였던 에이라스(라틴어: Eiras)가 관리했다. 세 갈래로 된 긴 생머리라는 전통적 스타일로 된 다소 인위적으로 보이는 가발이 이집트 신하들 앞에서 그녀의 모습으로서 요구되었을 것이지만, 조금 더 실용적인 목적의 일상용 머리 손질은 간단한 '멜론 머리 모양'으로, 그녀의 진짜 머리칼이 멜론 모양과 닮게 뒤로 끄집어 내어 모양을 만든 다음 머리 뒤쪽의 쪽에 핀을 꽃는 방식이었다. 아르시노에 2세와 베레니케 2세의 트레이드마크였던 이 스타일링은 두 세기 동안 유행에서 멀어졌다가 클레오파트라에 의해 부활한 것이었다. 전통주의자이자 혁신가로서, 그녀는 전임자의 헤드 베일이 없는, 자신 만의 복장으로 착용하였다. 그리고 알렉산드로스 대왕처럼 앞서 언급한 두 명은 금발이었던 것과는 대조적으로, 클레오파트라는 클레오파트라로 여기게 하는, 이집트적 주제로 둘러 싸인 왕가의 다이아뎀을 착용하고 있는 불같은 색깔의 머리를 여성의 초상화로 판단했을 때 그녀는 적발일 가능성이 있다."라고 기술했다.
26. ↑  Bringmann 2007, 301쪽은 소 옥타비아가 마르쿠스 안토니우스에게 지원한 병력이 Roller 2010, 97–98쪽과 Burstein 2004, 27–28쪽에서 언급한 2,000명이 아니라 1,200명이었다고 주장한다.
27. ↑  Ferroukhi (2001a, 219쪽)는 이 두상에 관해 클레오파트라의 두상일 수 있지만 클레오파트라 셀레네 2세의 두상일 가능성이 더 높다고 서술했다. Kleiner (2005, 155–156쪽)는 이 두상이 클레오파트라 셀레네 2세보다 클레오파트라를 묘사한 것이라 설명했지만 Varner (2004, 20쪽)는 두상의 주인이 클레오파트라 셀레네 2세일 가능성을 부정했다. Roller (2003, 139쪽)는 베일을 쓴 셰르셸에서 발견된 다른 여성의 두상과 마찬가지로 이 두상의 주인이 클레오파트라 혹은 클레오파트라 셀레네 2세일 수 있다고 설명했다. Ferroukhi (2001b, 242쪽)는 베일을 쓴 여인의 두상이 기원후 1세기 초에 제작된 클레오파트라의 두상일 것이라고 설명하면서 두상의 남성적인 특징들, 귀걸이, 토가를 입은 것을 봤을 때 해당 상이 클레오파트라가 아닌 누미디아인 여성 귀족의 상일 가능성 또한 있다고 주장했다. Fletcher (2008, 246–247 사이 도판 설명)는 Ferroukhi와 달리 베일을 쓴 여성의 두상이 클레오파트라 셀레네 2세가 개인적으로 헌정한 그녀의 어머니 클레오파트라를 묘사한 두상이라고 주장했다.
28. ↑  Walker (2001, 312쪽)은 해당 부조에 관해 "뿔에 두드러지게 장착된 것은 금박을 입힌 초승달이고 주변에는 석류와 포도 다발이 쌓여 있다. 뿔에는 머리 주변에 햇빛이 비치고 짧은 망토를 입고 알렉산드로스 대왕과 비슷한 머리 스타일을 한 청소년으로 묘사된 헬리오스의 모습이 새겨져 있다... 이 상징들은 프톨레마이오스 왕조의 상징으로 인식될 수 있는데 특히 초승달은 클레오파트라 셀레네를 의미하고 헬리오스는 그녀의 쌍둥이 형제인 알렉산드로스 헬리오스를 의미할 수 있다. 뱀은 클레오파트라의 자살을 내포하기보다는 암표범과 함께 다산의 상징을 의미하는 것으로 보인다. 코끼리 가죽은 마우레타니아의 유바 2세와 함께 셀레네가 통치자로서의 권위를 가지고 있다는 것을 상징하는 것으로 해석될 수 있다. 셰르셸의 베일을 쓴 여성의 두상에도 이러한 부분들이 발견되며 접시에서 발견되는 상징들이 유바 2세의 동전에도 나타난다."라고 기술했다.
29. ↑  Roller 2010, 100쪽은 그들이 진실로 결혼한 것인지에 관해 의문을 표하고 있으나 Burstein 2004, 29쪽은 안토니우스가 옥타비아와 이혼하며 옥타비아누스와의 동맹을 파기하고 클레오파트라와 결혼하며 클레오파트라와의 동맹을 공표했다고 말한다.
30. ↑  스탠리 버스타인은 두에인 롤러가 Roller 2010, 134쪽에서 면세권을 받은 이가 푸블리우스 카니디우스 크라수스일 것이라고 설명한 것과는 달리 Burstein 2004, 33쪽에서 면세권을 받은 이가 퀸투스 카이킬리우스일 것이라고 설명한다.
31. ↑  플루타르코스와 카시우스 디오의 번역된 기록에 관해 Jones 2006, 194–195쪽은 그녀가 머리핀으로 피부에 구멍을 냈다고 설명한다.
32. ↑  Roller 2010, 149쪽, Skeat 1953, 99–100쪽은 프톨레마이오스 15세(카이사리온)의 통치 기간은 기원전 30년 8월 18일 동안이었다고 설명한다. 그러나 두에인 롤러는 시어도어 크레시 스키트를 인용해 카이사리온의 재위가 "이집트 연대기 작가들이 클레오파트라의 죽음과 (옥타비아누스의 파라오 등극으로 인한)로마의 이집트 지배 사이의 공백을 메우기 위해 만든 허구"라고 설명하며 알렉산드리아의 클레멘스가 지은 스트로마타를 참고자료로 제시한다. (Roller 2010, 149, 214, footnote 103쪽). 플루타르코스는 "클레오파트라의 죽음 이후 옥타비아누스가 카이사리온을 죽였다."라는 문장으로 카이사리온의 재위를 간접적으로 언급했다.

### 인용주
1. 1 2  Raia & Sebesta (2017).
2. ↑  Lippold (1936), 169–171쪽.
3. ↑  Curtius (1933), 184 ff. Abb. 3 Taf. 25—27.쪽.
4. ↑  Strudwick (2013), 96–97쪽.
5. ↑  Ashton (2001b), 165쪽.
6. ↑  Roller (2010), 26–27쪽.
7. ↑  Burstein (2004), 14쪽.
8. ↑  Fletcher (2008), 80, 85쪽.
9. ↑  Roller (2010), 27쪽.
10. ↑  Burstein (2004), xx, 14쪽.
11. ↑  Fletcher (2008), 84–85쪽.
12. 1 2  Roller (2010), 53, 56쪽.
13. 1 2  Fletcher (2008), 85–86쪽.
14. 1 2  Grant (1972), 30쪽.
15. 1 2 3  Hölbl (2001), 231쪽.
16. ↑  Burstein (2004), xx, 15–16쪽.
17. ↑  Burstein (2004), xx쪽.
18. ↑  Fletcher (2008), 114쪽.
19. 1 2  Roller (2010), 53쪽.
20. 1 2  Burstein (2004), 16쪽.
21. ↑  Fletcher (2008), 91–92쪽.
22. ↑  Roller (2010), 24–26, 53–54쪽.
23. ↑  Burstein (2004), 13–14, 16–17쪽.
24. ↑  Fletcher (2008), 92쪽.
25. ↑  Fletcher (2008), 199–200쪽.
26. ↑  Ashton (2001a), 217쪽.
27. 1 2  Roller (2010), 54–56쪽.
28. 1 2  Roller (2010), 56쪽.
29. 1 2  Roller (2010), 56–57쪽.
30. ↑  Burstein (2004), 16–17쪽.
31. ↑  Fletcher (2008), 73, 92–93쪽.
32. ↑  Fletcher (2008), 92–93쪽.
33. 1 2  Roller (2010), 57쪽.
34. 1 2 3  Burstein (2004), xx, 17쪽.
35. 1 2  Roller (2010), 58쪽.
36. ↑  Fletcher (2008), 94–95쪽.
37. ↑  Fletcher (2008), 95쪽.
38. ↑  Roller (2010), 58–59쪽.
39. ↑  Burstein (2004), 17쪽.
40. ↑  Fletcher (2008), 95–96쪽.
41. ↑  Roller (2010), 59쪽.
42. ↑  Fletcher (2008), 96쪽.
43. 1 2  Roller (2010), 59–60쪽.
44. 1 2  Bringmann (2007), 259쪽.
45. 1 2  Burstein (2004), xxi, 17쪽.
46. 1 2 3  Roller (2010), 60쪽.
47. ↑  Jones (2006), 39–41, 53쪽.
48. 1 2  Fletcher (2008), 98쪽.
49. ↑  Jones (2006), 39–43, 53쪽.
50. ↑  Burstein (2004), xxi, 17–18쪽.
51. 1 2  Roller (2010), 60–61쪽.
52. ↑  Bringmann (2007), 259–260쪽.
53. 1 2  Burstein (2004), xxi, 18쪽.
54. ↑  Fletcher (2008), 98–99쪽.
55. 1 2 3 4 5 6 7 8  Bringmann (2007), 260쪽.
56. ↑  Sabino & Gross-Diaz (2016).
57. ↑  Grout (2017).
58. ↑  Pina Polo (2013), 184–186쪽.
59. ↑  Roller (2010), 54, 174–175쪽.
60. 1 2  Hölbl (2001), 234쪽.
61. 1 2 3 4 5  Roller (2010), 61쪽.
62. 1 2 3  Burstein (2004), 18쪽.
63. 1 2 3  Fletcher (2008), 100쪽.
64. ↑  Hölbl (2001), 234–235쪽.
65. ↑  Jones (2006), 56–57쪽.
66. ↑  Jones (2006), 57–58쪽.
67. ↑  Roller (2010), 61–62쪽.
68. 1 2 3 4  Hölbl (2001), 235쪽.
69. ↑  Fletcher (2008), 112–113쪽.
70. ↑  Roller (2010), 62, 26쪽.
71. 1 2  Roller (2010), 62쪽.
72. ↑  Burstein (2004), 18, 76쪽.
73. ↑  Burstein (2004), 18–19쪽.
74. ↑  Roller (2010), 62–63쪽.
75. ↑  Hölbl (2001), 235–236쪽.
76. ↑  Fletcher (2008), 118쪽.
77. 1 2 3  Roller (2010), 63쪽.
78. ↑  Hölbl (2001), 236쪽.
79. ↑  Fletcher (2008), 118–119쪽.
80. ↑  Burstein (2004), xxi쪽.
81. 1 2  Fletcher (2008), 119쪽.
82. ↑  Burstein (2004), 76쪽.
83. 1 2  Walker & Higgs (2001), 314–315쪽.
84. 1 2 3  Burstein (2004), 19쪽.
85. ↑  Roller (2010), 63–64쪽.
86. ↑  Burstein (2004), xxi, 19, 76쪽.
87. 1 2 3  Roller (2010), 64쪽.
88. ↑  Burstein (2004), xxi, 19–21, 76쪽.
89. ↑  Fletcher (2008), 172쪽.
90. ↑  Roller (2010), 64, 69쪽.
91. ↑  Burstein (2004), xxi, 19–20쪽.
92. 1 2  Fletcher (2008), 120쪽.
93. ↑  Fletcher (2008), 120–121쪽.
94. ↑  Roller (2010), 64–65쪽.
95. ↑  Roller (2010), 65쪽.
96. 1 2  Roller (2010), 65–66쪽.
97. 1 2  Burstein (2004), 19–20쪽.
98. ↑  Fletcher (2008), 126쪽.
99. ↑  Roller (2010), 66, 77쪽.
100. ↑  Fletcher (2008), 126–127쪽.
101. ↑  Roller (2010), 66쪽.
102. ↑  Fletcher (2008), 108, 149–150쪽.
103. 1 2 3  Roller (2010), 67쪽.
104. 1 2  Burstein (2004), 20쪽.
105. ↑  Fletcher (2008), 153쪽.
106. ↑  Roller (2010), 69쪽.
107. ↑  Anderson (2003), 39쪽.
108. ↑  Roller (2010), 69–70쪽.
109. ↑  Fletcher (2008), 161–162쪽.
110. 1 2  Roller (2010), 70쪽.
111. ↑  Fletcher (2008), 162–163쪽.
112. ↑  Fletcher (2008), 164, 216쪽.
113. ↑  Ashton (2008), 83–85쪽.
114. ↑  Pina Polo (2013), 186, 194 footnote10쪽.
115. ↑  Roller (2010), 71쪽.
116. 1 2  Burstein (2004), xxi, 20쪽.
117. ↑  Fletcher (2008), 179–182쪽.
118. ↑  Roller (2010), 21, 57, 72쪽.
119. ↑  Fletcher (2008), 181–182쪽.
120. 1 2  Roller (2010), 72쪽.
121. ↑  Fletcher (2008), 194–195쪽.
122. ↑  Roller (2010), 72, 126쪽.
123. 1 2  Burstein (2004), 21쪽.
124. ↑  Fletcher (2008), 201–202쪽.
125. ↑  Roller (2010), 72, 175쪽.
126. ↑  Fletcher (2008), 195–196, 201쪽.
127. ↑  Fletcher (2008), 203쪽.
128. ↑  Roller (2010), 71–72, 74쪽.
129. 1 2 3  Roller (2010), 72–74쪽.
130. 1 2 3  Fletcher (2008), 205–206쪽.
131. 1 2  Roller (2010), 74쪽.
132. 1 2  Burstein (2004), xxi, 21쪽.
133. ↑  Fletcher (2008), 207–212쪽.
134. ↑  Fletcher (2008), 213–214쪽.
135. ↑  Roller (2010), 74–75쪽.
136. ↑  Burstein (2004), xxi, 22쪽.
137. ↑  Fletcher (2008), 214–215쪽.
138. ↑  Roller (2010), 77–79, Figure 6쪽.
139. 1 2 3 4 5 6  Roller (2010), 75쪽.
140. ↑  Burstein (2004), xxi, 21–22쪽.
141. 1 2  Burstein (2004), 22쪽.
142. ↑  Burstein (2004), 22–23쪽.
143. ↑  Burstein (2004), xxi, 22–23쪽.
144. 1 2  Roller (2010), 76쪽.
145. 1 2 3  Burstein (2004), 23쪽.
146. ↑  Roller (2010), 76–77쪽.
147. 1 2  Burstein (2004), xxi, 23쪽.
148. ↑  Roller (2010), 77쪽.
149. ↑  Roller (2010), 77–79쪽.
150. ↑  Fletcher (2008), 205쪽.
151. 1 2 3  Roller (2010), 79쪽.
152. ↑  Burstein (2004), xxi, 24, 76쪽.
153. 1 2  Burstein (2004), 24쪽.
154. ↑  Burstein (2004), xxii, 24쪽.
155. ↑  Roller (2010), 79–80쪽.
156. 1 2 3 4  Burstein (2004), 25쪽.
157. ↑  Roller (2010), 77–79, 82쪽.
158. ↑  Bivar (1983), 58쪽.
159. ↑  Brosius (2006), 96쪽.
160. ↑  Kennedy (1996), 80–81쪽.
161. 1 2 3  Roller (2010), 80–81쪽.
162. ↑  Roller (2010), 81–82쪽.
163. 1 2  Roller (2010), 82–83쪽.
164. 1 2 3 4 5 6  Bringmann (2007), 301쪽.
165. ↑  Pucci (2011), 196쪽.
166. 1 2 3  Roller (2010), 83쪽.
167. ↑  Roller (2010), 83–84쪽.
168. ↑  Burstein (2004), xxii, 25쪽.
169. 1 2  Roller (2010), 84쪽.
170. ↑  Varner (2004), 20쪽.
171. ↑  Walker & Higgs (2017).
172. 1 2  Kleiner (2005), 155–156쪽.
173. ↑  Burstein (2004), 73쪽.
174. ↑  Roller (2010), 84–85쪽.
175. 1 2  Roller (2010), 85쪽.
176. ↑  Roller (2010), 85–86쪽.
177. ↑  Burstein (2004), xxii, 25, 73쪽.
178. 1 2 3  Roller (2010), 86쪽.
179. 1 2  Roller (2010), 86–87쪽.
180. 1 2 3 4  Burstein (2004), 26쪽.
181. 1 2  Roller (2010), 89쪽.
182. ↑  Roller (2010), 89–90쪽.
183. 1 2  Roller (2010), 90쪽.
184. 1 2 3 4 5 6  Burstein (2004), xxii, 25–26쪽.
185. ↑  Roller (2010), 90–91쪽.
186. ↑  Burstein (2004), 77쪽.
187. ↑  Roller (2010), 91–92쪽.
188. ↑  Fletcher (2008), 87, 246–247, see image plates and captions쪽.
189. 1 2  Roller (2010), 92쪽.
190. ↑  Roller (2010), 92–93쪽.
191. ↑  Roller (2010), 93–94쪽.
192. ↑  Roller (2010), 94, 142쪽.
193. ↑  Roller (2010), 94쪽.
194. 1 2 3  Roller (2010), 95쪽.
195. ↑  Burstein (2004), 26–27쪽.
196. 1 2  Roller (2010), 94–95쪽.
197. ↑  Roller (2010), 95–96쪽.
198. 1 2 3  Roller (2010), 96쪽.
199. 1 2 3  Roller (2010), 97쪽.
200. ↑  Burstein (2004), xxii, 27쪽.
201. 1 2  Burstein (2004), 27쪽.
202. ↑  Classical Numismatic Group.
203. ↑  Gurval (2011), 57쪽.
204. 1 2  Roller (2010), 97–98쪽.
205. 1 2  Burstein (2004), 27–28쪽.
206. 1 2  Roller (2010), 98쪽.
207. 1 2 3 4 5  Roller (2010), 99쪽.
208. 1 2  Burstein (2004), 28쪽.
209. ↑  Burstein (2004), xxii, 28쪽.
210. ↑  Burstein (2004), 28–29쪽.
211. ↑  Roller (2003), 139쪽.
212. ↑  Ferroukhi (2001a), 219쪽.
213. ↑  Roller (2003), 141–142쪽.
214. ↑  Walker (2001), 312–313쪽.
215. ↑  Roller (2010), 99–100쪽.
216. ↑  Bringmann (2007), 301–302쪽.
217. 1 2 3  Burstein (2004), xxii, 29쪽.
218. 1 2 3  Roller (2010), 100쪽.
219. 1 2 3 4 5 6 7  Burstein (2004), 29쪽.
220. ↑  Roller (2010), 100–101쪽.
221. 1 2  Roller (2010), 129–130쪽.
222. ↑  Roller (2010), 130쪽.
223. 1 2  Burstein (2004), 65–66쪽.
224. 1 2  Roller (2010), 133–134쪽.
225. 1 2 3 4  Burstein (2004), 33쪽.
226. ↑  Roller (2010), 130–131쪽.
227. 1 2  Roller (2010), 131쪽.
228. ↑  Roller (2010), 131–132쪽.
229. ↑  Roller (2010), 132쪽.
230. ↑  Roller (2010), 133쪽.
231. 1 2 3 4 5 6 7 8  Roller (2010), 134쪽.
232. 1 2  Bringmann (2007), 302쪽.
233. ↑  Bringmann (2007), 302–303쪽.
234. 1 2 3 4 5 6 7 8  Bringmann (2007), 303쪽.
235. ↑  Burstein (2004), 29–30쪽.
236. 1 2 3 4 5 6 7  Roller (2010), 135쪽.
237. 1 2 3 4  Burstein (2004), 30쪽.
238. 1 2  Roller (2010), 136쪽.
239. 1 2  Burstein (2004), xxii, 30쪽.
240. 1 2  Jones (2006), 147쪽.
241. ↑  Preston (2009), 241–242쪽.
242. ↑  Roller (2010), 136–137쪽.
243. ↑  Roller (2010), 103쪽.
244. 1 2 3 4  Roller (2010), 137쪽.
245. ↑  Roller (2010), 137, 139쪽.
246. 1 2 3  Bringmann (2007), 303–304쪽.
247. ↑  Roller (2010), 137–138쪽.
248. 1 2 3  Roller (2010), 138쪽.
249. 1 2 3 4  Roller (2010), 139쪽.
250. ↑  Roller (2010), 175쪽.
251. ↑  Walker (2008), 35, 42–44쪽.
252. ↑  Eck & Takács (2003), 166쪽.
253. ↑  Gómez (2019), 30쪽.
254. 1 2  Roller (2010), 139–140쪽.
255. 1 2 3 4 5 6  Bringmann (2007), 304쪽.
256. 1 2  Burstein (2004), 30–31쪽.
257. 1 2 3 4  Roller (2010), 140쪽.
258. ↑  Burstein (2004), xxii–xxiii, 30–31쪽.
259. ↑  Roller (2010), 178–179쪽.
260. ↑  Burstein (2004), xxii–xxiii쪽.
261. ↑  Roller (2010), 140–141쪽.
262. 1 2 3 4 5  Roller (2010), 141쪽.
263. 1 2 3 4 5 6 7  Burstein (2004), 31쪽.
264. ↑  Tyldesley (2008), 181쪽.
265. 1 2  Roller (2010), 141–142쪽.
266. 1 2 3 4  Roller (2010), 142쪽.
267. 1 2 3  Roller (2010), 143쪽.
268. 1 2  Tyldesley (2008), 182쪽.
269. ↑  Roller (2010), 142–143쪽.
270. ↑  Preston (2009), 264쪽.
271. ↑  Roller (2010), 143–144쪽.
272. 1 2  Roller (2010), 144쪽.
273. ↑  Tyldesley (2008), 183–184쪽.
274. ↑  Burstein (2004), xxiii, 31쪽.
275. ↑  Roller (2010), 144–145쪽.
276. ↑  Preston (2009), 266쪽.
277. 1 2 3 4 5  Roller (2010), 145쪽.
278. 1 2  Southern (2009), 153쪽.
279. ↑  Southern (2009), 153–154쪽.
280. ↑  Southern (2009), 154쪽.
281. ↑  Jones (2006), 184쪽.
282. ↑  Preston (2009), 270–271쪽.
283. ↑  Worth (2006), 115쪽.
284. ↑  Southern (2009), 154–155쪽.
285. ↑  Jones (2006), 184–185쪽.
286. 1 2 3  Roller (2010), 146쪽.
287. ↑  Jones (2006), 185–186쪽.
288. ↑  Tyldesley (2008), 187–188쪽.
289. ↑  Preston (2009), 274쪽.
290. ↑  Roller (2010), 146–147, 213, footnote #83쪽.
291. ↑  Gurval (2011), 61쪽.
292. 1 2 3 4  Roller (2010), 147쪽.
293. ↑  Worth (2006), 117–118쪽.
294. ↑  Roller (2010), 147–148쪽.
295. ↑  Burstein (2004), xxiii, 31–32쪽.
296. ↑  Jones (2006), 194쪽.
297. ↑  Tyldesley (2008), 191쪽.
298. ↑  Burstein (2004), 65쪽.
299. 1 2  Jones (2006), 194–195쪽.
300. ↑  Worth (2006), 120쪽.
301. 1 2  Roller (2010), 148–149쪽.
302. 1 2  Anderson (2003), 56쪽.
303. ↑  Roller (2010), 148쪽.
304. 1 2  Burstein (2004), 31–32쪽.
305. ↑  Roller (2010), 149쪽.
306. ↑  Burstein (2004), 32쪽.
307. ↑  Strudwick (2013), 99쪽.
308. 1 2  Tyldesley (2008), 198쪽.
309. ↑  Roller (2010), 149–150쪽.
310. ↑  Burstein (2004), xxiii, 32쪽.
311. ↑  Roller (2010), 150쪽.
312. ↑  Roller (2010), 150–151쪽.
313. ↑  Jones (2006), 197–198쪽.
314. ↑  Burstein (2004), xxiii, 1쪽.
315. ↑  Grant (1972), 5–6쪽.
316. ↑  Bringmann (2007), 304–307쪽.
317. 1 2  Tyldesley (2008), 203쪽.
318. ↑  Burstein (2004), 66쪽.
319. ↑  Southern (2014), 185쪽.
320. ↑  Roller (2010), 151쪽.
321. 1 2 3  Grant (1972), 6–7쪽.
322. 1 2  Grant (1972), 8쪽.
323. ↑  Grant (1972), 7–8쪽.
324. ↑  Grant (1972), 7쪽.
325. ↑  Burstein (2004), 33–34쪽.
326. 1 2  Burstein (2004), 34쪽.
327. ↑  Burstein (2004), 43–62쪽.
328. ↑  Chauveau (2000), 72쪽.
329. ↑  Roller (2010), 107–108쪽.
330. ↑  Roller (2010), 108쪽.
331. ↑  Burstein (2004), 50, 53–54쪽.
332. ↑  Burstein (2004), 51–52쪽.
333. ↑  Burstein (2004), 46쪽.
334. ↑  Burstein (2004), 50쪽.
335. ↑  Burstein (2004), 37쪽.
336. 1 2  Burstein (2004), 37–38쪽.
337. 1 2  Chauveau (2000), 78–80쪽.
338. ↑  Tyldesley (2008), 14–15쪽.
339. ↑  Strudwick (2013), 392쪽.
340. ↑  Worth (2006), 43–45쪽.
341. ↑  Roller (2010), 104–105쪽.
342. ↑  Burstein (2004), 39–41쪽.
343. 1 2  Burstein (2004), 40–41쪽.
344. ↑  Chauveau (2000), 88–89쪽.
345. ↑  Preston (2009), 190–191쪽.
346. ↑  Roller (2010), 103–104쪽.
347. ↑  Roller (2010), 106쪽.
348. 1 2  Roller (2010), 106–107쪽.
349. ↑  Tyldesley (2008), 140쪽.
350. 1 2  Roller (2010), 106, 182–186쪽.
351. ↑  Roller (2010), 107, 182–186쪽.
352. ↑  Fletcher (2008), 219, image plates and caption between 246–247쪽.
353. ↑  Chauveau (2000), 69–71쪽.
354. ↑  Roller (2010), 110, 112–113쪽.
355. ↑  Fletcher (2008), 216–217쪽.
356. ↑  Roller (2010), 110–111쪽.
357. ↑  Fletcher (2008), 217쪽.
358. ↑  Roller (2010), 108–109쪽.
359. ↑  Roller (2010), 109, 112–113쪽.
360. ↑  Roller (2010), 111–112쪽.
361. ↑  Fletcher (2008), 217–218쪽.
362. ↑  Roller (2010), 113–114, 176–177쪽.
363. ↑  Fletcher (2008), 218쪽.
364. ↑  Fletcher (2008), 218–219쪽.
365. 1 2  Roller (2010), 114쪽.
366. ↑  Fletcher (2008), 219쪽.

### 참고 문헌
온라인 매체 출처
- Sabino, Rachel; Gross-Diaz, Theresa (2016), 《Cat. 22 Tetradrachm Portraying Queen Cleopatra VII》, Art Institute of Chicago, doi:10.13140/RG.2.2.23475.22560, 2018년 3월 29일에 확인함.
- 《Mark Antony and Cleopatra》, Classical Numismatic Group, 2010년 5월 17일, 2018년 3월 29일에 확인함
- Grout, James (2017년 4월 1일), 《Was Cleopatra Beautiful?》, Encyclopaedia Romana (University of Chicago), 2018년 3월 29일에 확인함.
- Raia, Ann R.; Sebesta, Judith Lynn (September 2017), 《The World of State》, College of New Rochelle, 2018년 3월 29일에 확인함.
- Walker, Susan; Higgs, Peter (2017) [2001], 《Portrait Head》, British Museum, 2018년 3월 6일에 확인함.

인쇄 매체 출처
- Anderson, Jaynie (2003), 《Tiepolo's Cleopatra》, Melbourne: Macmillan, ISBN 9781876832445.
- Ashton, Sally-Ann (2001a), 〈194 Marble head of a Ptolemaic queen with vulture headdress〉,   Walker, Susan; Higgs, Peter, 《Cleopatra of Egypt: from History to Myth》, Princeton, N.J.: Princeton University Press (British Museum Press), 217쪽, ISBN 9780691088358.
- Ashton, Sally-Ann (2001b), 〈164 Marble statue of Cleopatra VII〉,   Walker, Susan; Higgs, Peter, 《Cleopatra of Egypt: from History to Myth》, Princeton, N.J.: Princeton University Press (British Museum Press), 165쪽, ISBN 9780691088358.
- Ashton, Sally-Ann (2008), 《Cleopatra and Egypt》, Oxford: Blackwell, ISBN 978-1-4051-1390-8.
- Bivar, A.D.H. (1983), 〈The Political History of Iran Under the Arsacids〉,   Yarshater, Ehsan, 《Cambridge History of Iran》 3 (1), Cambridge: Cambridge University Press, 21–99쪽, ISBN 9780521200929..
- Bringmann, Klaus (2007) [2002], 《A History of the Roman Republic》 (영어), 번역 W. J. Smyth, Cambridge: Polity Press, ISBN 978-07456-3371-8.
- Brosius, Maria (2006), 《The Persians: An Introduction》, London & New York: Routledge, ISBN 9780415320894.
- Burstein, Stanley M. (2004), 《The Reign of Cleopatra》, Westport, CT: Greenwood Press, ISBN 9780313325274.
- Chauveau, Michel (2000) [1997], 《Egypt in the Age of Cleopatra: History and Society Under the Ptolemies》 (영어), 번역 David Lorton, Ithaca, NY: Cornell University Press, ISBN 9780801485763.
- Curtius, Ludwig (1933), “Ikonographische Beitrage zum Portrar der romischen Republik und der Julisch-Claudischen Familie”, 《RM》 (독일어) 48: 182–243, OCLC 633408511.
- Dodson, Aidan; Hilton, Dyan (2004), 《The Complete Royal Families of Ancient Egypt》, London: Thames & Hudson, ISBN 9780500051283.
- Eck, Werner; Takács, Sarolta A. (2003), 《The Age of Augustus》, 번역 Deborah Lucas Schneider, Oxford: Blackwell Publishing, ISBN 978-0-631-22957-5.
- Ferroukhi, Mafoud (2001a), 〈197 Marble portrait, perhaps of Cleopatra VII's daughter, Cleopatra Selene, Queen of Mauretania〉,   Walker, Susan; Higgs, Peter, 《Cleopatra of Egypt: from History to Myth》, Princeton, N.J.: Princeton University Press (British Museum Press), 219쪽, ISBN 9780691088358.
- Ferroukhi, Mafoud (2001b), 〈262 Veiled head from a marble portrait statue〉,   Walker, Susan; Higgs, Peter, 《Cleopatra of Egypt: from History to Myth》, Princeton, N.J.: Princeton University Press (British Museum Press), 242쪽, ISBN 9780691088358.
- Fletcher, Joann (2008), 《Cleopatra the Great: The Woman Behind the Legend》, New York: Harper, ISBN 978-0-06-058558-7.
- Gómez, Carlos (2019), 《The Encyclopedia of the Roman Empire》, Amber Books, ISBN 978-1-78274-761-1.
- Grant, Michael (1972), 《Cleopatra》, London: Weidenfeld and Nicolson; Richard Clay (the Chaucer Press), ISBN 9780297995029.
- Gurval, Robert A. (2011), 〈Dying Like a Queen: the Story of Cleopatra and the Asp(s) in Antiquity〉,   Miles, Margaret M., 《Cleopatra : a sphinx revisited》, Berkeley: University of California Press, 54–77쪽, ISBN 978-0-520-24367-5.
- Hölbl, Günther (2001) [1994], 《A History of the Ptolemaic Empire》, 번역 Tina Saavedra, London: Routledge, ISBN 978-0-415-20145-2.
- Jones, Prudence J. (2006), 《Cleopatra: a sourcebook》, Norman, Oklahoma: University of Oklahoma Press, ISBN 9780806137414.
- Kennedy, David L. (1996), 〈Parthia and Rome: eastern perspectives〉,   Kennedy, David L.; Braund, David, 《The Roman Army in the East》, Ann Arbor: Cushing Malloy Inc., Journal of Roman Archaeology: Supplementary Series Number Eighteen, 67–90쪽, ISBN 9781887829182
- Kleiner, Diana E. E. (2005), 《Cleopatra and Rome》, Cambridge, MA: Belknap Press of Harvard University Press, ISBN 9780674019058.
- Lippold, Georg (1936), 《Die Skulpturen des Vaticanischen Museums》 (독일어) 3, Berlin: Walter de Gruyter & Co., OCLC 803204281.
- Pfrommer, Michael; Towne-Markus, Elana (2001), 《Greek Gold from Hellenistic Egypt》, Getty Museum Studies on Art, Los Angeles: Getty Publications (J. Paul Getty Trust), ISBN 9780892366330.
- Pina Polo, Francisco (2013), 〈The Great Seducer: Cleopatra, Queen and Sex Symbol〉,   Knippschild, Silke; García Morcillo, Marta, 《Seduction and Power: Antiquity in the Visual and Performing Arts》, London: Bloomsbury Academic, 183–197쪽, ISBN 978-1-44119-065-9.
- Preston, Diana (2009), 《Cleopatra and Antony》 1판, Walker Pub. Co., ISBN 9780802717382.
- Pucci, Giuseppe (2011), 〈Every Man's Cleopatra〉,   Miles, Margaret M., 《Cleopatra : a sphinx revisited》, Berkeley: University of California Press, 195–207쪽, ISBN 978-0-520-24367-5.
- Roller, Duane W. (2003), 《The World of Juba II and Kleopatra Selene: Royal Scholarship on Rome's African Frontier》, New York: Routledge, ISBN 9780415305969.
- Roller, Duane W. (2010), 《Cleopatra: a biography》, Oxford: Oxford University Press, ISBN 978-0-19-536553-5.
- Skeat, T. C. (1953), “The Last Days of Cleopatra: A Chronological Problem”, 《The Journal of Roman Studies》 43 (1–2): 98–100, doi:10.2307/297786, JSTOR 297786.
- Southern, Patricia (2014) [1998], 《Augustus》 2판, London: Routledge, ISBN 9780415628389.
- Southern, Patricia (2009) [2007], 《Antony and Cleopatra: The Doomed Love Affair That United Ancient Rome and Egypt》, Stroud, Gloucestershire: Amberley Publishing, ISBN 9781848683242.
- Strudwick, Helen (2013), 《The Encyclopedia of Ancient Egypt》, London: Amber Books, ISBN 978-1-4351-4654-9.
- Tyldesley, Joyce (2006), 《Chronicle of the Queens of Egypt》, Thames & Hudson, ISBN 9780500051450.
- Tyldesley, Joyce (2008), 《Cleopatra: Last Queen of Egypt》, Basic Books, ISBN 9780465009404.
- Varner, Eric R. (2004), 《Mutilation and Transformation: Damnatio Memoriae and Roman Imperial Portraiture》, Leiden: Brill, ISBN 9789004135772.
- Walker, Susan (2001), 〈324 Gilded silver dish, decorated with a bust perhaps representing Cleopatra Selene〉,   Walker, Susan; Higgs, Peter, 《Cleopatra of Egypt: from History to Myth》, Princeton, N.J.: Princeton University Press (British Museum Press), 312–313쪽, ISBN 9780691088358.
- Walker, Susan (2008), “Cleopatra in Pompeii?”, 《Papers of the British School at Rome》 76: 35–46; 345–8, doi:10.1017/S0068246200000404, JSTOR 40311128.
- Walker, Susan; Higgs, Peter (2001), 〈325 Painting with a portrait of a woman in profile〉,   Walker, Susan; Higgs, Peter, 《Cleopatra of Egypt: from History to Myth》, Princeton, N.J.: Princeton University Press (British Museum Press), 314–315쪽, ISBN 9780691088358.
- Worth, Richard (2006), 《Cleopatra: Queen of Ancient Egypt》, Enslow Pub Inc., ISBN 0766025594.

## 추가 자료
- Bradford, Ernle Dusgate Selby (2000), 《Cleopatra》, Penguin Group, ISBN 978-0-14-139014-7.
- DeMaria Smith, Margaret Mary (2011), 〈HRH Cleopatra: the Last of the Ptolemies and the Egyptian Paintings of Sir Lawrence Alma-Tadema〉,   Miles, Margaret M., 《Cleopatra : a sphinx revisited》, Berkeley: University of California Press, 150–171쪽, ISBN 978-0-520-24367-5.
- Flamarion, Edith (1997), 《Cleopatra: The Life and Death of a Pharaoh》, "Abrams Discoveries" series, 번역 Bonfante-Warren, Alexandra, New York: Harry N. Abrams, ISBN 978-0-8109-2805-3.
- Foss, Michael (1999), 《The Search for Cleopatra》, Arcade Publishing, ISBN 978-1-55970-503-5.
- Fraser, P.M. (1985). 《Ptolemaic Alexandria》 1–3 reprint판. Oxford: Oxford University Press. ISBN 978-0198142782.
- Lindsay, Jack (1972). 《Cleopatra》. New York: Coward-McCann. OCLC 671705946.
- Nardo, Don (1994), 《Cleopatra》, Lucent Books, ISBN 978-1-56006-023-9.
- Pomeroy, Sarah B. (1984). 《Women in Hellenistic Egypt: from Alexander to Cleopatra》. New York: Schocken Books. ISBN 9780805239119.
- Rowland, Ingrid D. (2011), 〈The Amazing Afterlife of Cleopatra's Love Potions〉,   Miles, Margaret M., 《Cleopatra : a sphinx revisited》, Berkeley: University of California Press, 132–149쪽, ISBN 978-0-520-24367-5.
- Southern, Pat (2000), 《Cleopatra》, Tempus, ISBN 978-0-7524-1494-2.
- Syme, Ronald (1962) [1939]. 《The Roman Revolution》. Oxford University Press. OCLC 404094.
- Volkmann, Hans (1958). 《Cleopatra: a Study in Politics and Propaganda》. T.J. Cadoux, trans. New York: Sagamore Press. OCLC 899077769.
- Weigall, Arthur E. P. Brome (1914). 《The Life and Times of Cleopatra, Queen of Egypt》. Edinburgh: Blackwood. OCLC 316294139.
- Whitehorne, John (1994), 《Cleopatras》, London: Routledge, ISBN 9780415058063
- Wyke, Maria; Montserrat, Dominic (2011), 〈Glamour Girls: Cleomania in Mass Culture〉,   Miles, Margaret M., 《Cleopatra : a sphinx revisited》, Berkeley: University of California Press, 172–194쪽, ISBN 978-0-520-24367-5.